# Mặt trận miền Đông (Nội chiến Hoa Kỳ)
Nội chiến Hoa Kỳ diễn ra ở nhiều nơi trong hai vùng chiến lược chính, Mặt trận miền Đông và Mặt trận miền Tây. Ngoài ra còn có mặt trận vùng sông Mississippi, bờ biển Thái Bình Dương và bờ biển Đông-Nam Hoa Kỳ.
Mặt trận miền Đông bao gồm các tiểu bang Virginia, Tây Virginia, Maryland, Pennsylvania, vùng Washington, D.C., và các hải cảng, căn cứ quân sự trên bờ biển thuộc Bắc Carolina (Những trận đánh bên trong đất liền của Bắc-Nam Carolina năm 1865 được liệt vào Mặt trận miền Tây).
Tại mặt trận miền Đông, Binh đoàn Potomac của miền Bắc mở nhiều chiến dịch lớn nhằm đánh chiếm thủ đô Richmond, Virginia của Liên minh miền Nam; nhưng đã nhiều lần bị Binh đoàn Bắc Virginia do đại tướng miền Nam Robert E. Lee chỉ huy đánh bại. Tướng Lee cũng đã mở hai chiến dịch xâm chiếm lãnh thổ miền Bắc với hy vọng gây sức ép tâm lý với người miền Bắc nhằm kết thúc chiến tranh nhưng đều thất bại. Trong quá trình tìm kiếm một vị tướng có thể đối đầu được với tướng Lee, Tổng thống Abraham Lincoln đã lần lượt chỉ định Irvin McDowell, George B. McClellan, John Pope, Ambrose Burnside, Joseph Hooker, và George G. Meade làm chỉ huy các đội quân chủ lực tại miền Đông, nhưng phải năm 1864, khi Ulysses S. Grant được chỉ định làm tổng chỉ huy quân đội miền Bắc và tới nắm quyền tại Virginia, quân miền Bắc mới chiếm được Richmond, nhưng cũng phải sau nhiều trận đánh đẫm máu trong Chiến dịch Overland và trong chín tháng vây hãm hai thành phố Petersburg và Richmond. Việc quân đội của Lee đầu hàng tại làng Appomattox Court House vào tháng 4 năm 1865 đã giúp kết thúc các hoạt động tại mặt trận này.
Chiến trường miền Đông nằm giữa dãy núi Appalachian và Đại Tây Dương. Ngoài các chiến dịch và trận đánh chủ yếu tại trong vòng 100 dặm khu vực bang Virginia nằm giữa Washington, D.C. và Richmond, còn có một số chiến dịch lớn khác diễn ra ở những vùng lân cận. Chiến dịch Tây Virginia năm 1861 đã giúp Liên bang miền Bắc chiếm được quyền kiểm soát các quận phía tây bang Virginia, tạo điều kiện thành lập ra một bang mới là Tây Virginia. Các cảng biển và khu vực duyên hải của miền Nam tại Virginia và Bắc Carolina cũng bị đánh chiếm. Vùng thung lũng Shenandoah là nơi chiến sự diễn ra thường xuyên trong những năm 1862, 1863 và 1864. Mùa thu năm 1862, Lee đã phát động cuộc xâm chiếm miền Bắc lần đầu tiên, diễn ra trong lãnh thổ bang Maryland. Đến mùa hè năm 1863, cuộc xâm chiếm miền Bắc lần thứ hai của Lee là chiến dịch tiến xa nhất về phía bắc của miền Nam, đến tận sông Susquehanna thuộc Pennsylvania.

## Tổng quan về vai trò của Mặt trận miền Đông
Trong lịch sử cuộc Nội chiến, Mặt trận miền Đông có nhiều chiến dịch nổi tiếng hơn miền Tây, không chỉ về giá trị chiến lược mà còn vì nó liên quan đến nhiều trung tâm dân cư lớn, nơi có nhiều tờ báo lớn và thủ đô của cả hai phe. Dân chúng hai miền Nam Bắc đều bị cuốn theo những cuộc chiến đậm chất anh hùng ca giữa Binh đoàn Bắc Virginia của miền Nam do viên tướng trứ danh Robert E. Lee điều động với Binh đoàn Potomac của miền Bắc dưới quyền chỉ huy của một loạt các vị tướng kém thành công hơn. Hai trận đánh tàn khốc nhất của cuộc chiến cũng xảy ra tại Mặt trận miền Đông: Trận Antietam với số tử vong trong một ngày cao nhất, và Trận Gettysburg với số tử vong cao nhất trong một trận. Cả thủ đô Washington, D.C. của Liên bang miền Bắc lẫn Richmond của Liên minh miền Nam đều đã bị bao vây hoặc tấn công. Mặc dù mặt trận miền Tây được đánh giá là có tầm quan trọng chiến lược lớn hơn trong việc đánh bại Liên minh miền Nam, nhưng người dân cả hai bên đều xem mốc kết thúc cuộc Nội chiến là khi tướng Lee đầu hàng tại làng Appomattox Court House ngày 9 tháng 4 năm 1865.
Phần lớn các trận đánh ở miền Đông xảy ra tại khu vực địa hình chiến đấu có lợi cho quân phòng thủ miền Nam vì có nhiều sông rạch chảy theo hướng từ tây sang đông, gây trở ngại trong việc di chuyển và liên lạc của quân miền Bắc. Điều này hoàn toàn khác so với tình hình mấy năm đầu tại Mặt trận miền Tây, và do quân miền Bắc phải phụ thuộc hoàn toàn vào hệ thống đường sá thô sơ thời đó để vận chuyển, nên đã làm hạn chế các chiến dịch vào mùa đông của cả hai bên. Quân miền Bắc có lợi thế là làm chủ vùng biển và các con sông lớn, cho phép họ bố trí một đội quân đóng gần biển để được tăng viện và tiếp tế.

## Đầu năm 1861
Sau sự kiện đồn Sumter thất thủ tháng 4 năm 1861, cả hai miền nam bắc cùng đua nhau xây dựng quân đội. Tổng thống Abraham Lincoln đưa ra lời kêu gọi 75.000 quân tình nguyện để đàn áp cuộc nổi loạn, và ngay sau đó dẫn đến sự ly khai của thêm 4 tiểu bang nữa, trong đó có Virginia. Lục quân Hoa Kỳ lúc này chỉ có khoảng 16.000 người, với hơn một nửa trong số đó phân tán tại miền Tây. Quân đội lúc này được đặt dưới sự toàn quyền chỉ huy của vị trung tướng già Winfield Scott, người cựu binh của cuộc chiến tranh 1812 và chiến tranh Hoa Kỳ-México. Bên phe miền Nam, chỉ một số ít các sĩ quan và binh lính miền Bắc từ chức và gia nhập Liên minh; sự hình thành lục quân Liên minh miền Nam ban đầu là vấn đề được thực hiện bởi từng bang riêng rẽ. Tình trạng phân hoá của lực lượng phòng thủ miền Nam, phát triển từ sự nghi ngờ của các tiểu bang về một chính quyền trung ương vững mạnh, là một trong những bất lợi của miền Nam trong suốt cuộc chiến.
Một vài hành động quân sự đầu tiên diễn ra tại khu vực phía tây bang Virginia. Khu vực này có mối liên hệ gần gũi với Pennsylvania và Ohio hơn so với miền đông Virginia và do đó đã phản đối việc ly khai, một chính phủ thân miền Bắc đã nhanh chóng được thành lập và kêu gọi Lincoln bảo hộ quân sự. Thiếu tướng George B. McClellan, người điều hành Cục Ohio, đã ra lệnh cho quân đội tiến đến Grafton và tấn công quân miền Nam dưới quyền chỉ huy của đại tá George A. Porterfield. Cuộc đụng độ diễn ra ngày 3 tháng 6 năm 1861, gọi là trận Philippi Races, ít có ý nghĩa nào khác ngoài việc giúp người ta bắt đầu biết đến vị tướng trẻ này. Chiến thắng trong trận Rich Mountain vào tháng 7 đã giúp ông được đề bạt lên làm chỉ huy binh đoàn Potomac vào mùa thu năm đó. Trong chiến dịch này, sau một loạt các trận đánh nhỏ, tướng Robert E. Lee, dù đã có nhiều đóng góp lớn trong khi làm đại tá cho lục quân Hoa Kỳ, nhưng lại không có kinh nghiệm chỉ huy chiến đấu và đã thể hiện một phong cách làm việc lờ đờ khiến cho ông bị gán một biệt hiệu khinh miệt "Ông nội Lee". Không lâu sau đó ông đã được chuyển tới Carolinas để tiến hành xây dựng lực lượng. Chiến thắng của miền Bắc tại đây đã cho phép họ thành lập ra tiểu bang Tây Virginia vào năm 1863.
Trận đánh có ý nghĩa quan trọng đầu tiên của cuộc chiến diễn ra ở miền đông Virginia ngày 10 tháng 6. Thiếu tướng miền Bắc Benjamin Franklin Butler, đóng quân tại đồn Monroe, đã tập hợp các lực lượng từ Hampton và Newport News để tiến công các tiền đồn biên phòng của miền Nam. Trong trận Big Bethel, gần đồn Monroe, đại tá John B. Magruder đã giành được chiến thắng đầu tiên cho phe miền Nam.

### Trận Bull Run thứ nhất
Đầu mùa hè năm 1961, chuẩn tướng Irvin McDowell, tư lệnh các lực lượng miền Bắc ở xung quanh Washington, một sĩ quan thiếu kinh nghiệm chiến đấu, chỉ huy một lực lượng lính tình nguyện cũng thiếu kinh nghiệm chiến đấu— nhiều người trong số họ chỉ được tuyển mộ trong thời gian 90 ngày, một thời hạn đã sắp kết thúc. McDowell chịu áp lực từ giới chính trị gia và báo chí miền Bắc đòi hỏi phải hành động ngay lập tức, hô hào ông "Tiến đến Richmond!". Kế hoạch của ông ta là tiến quân với 35.000 người và tấn công 20.000 quân miền Nam dưới quyền chỉ huy của chuẩn tướng P.G.T. Beauregard tại Manassas. Lực lượng lớn thứ hai của miền Nam trong khu vực với 12.000 người do tướng Joseph E. Johnston chỉ huy đóng tại thung lũng Shenandoah, bị cầm chân tại chỗ bởi thiếu tướng Robert Patterson cùng 18.000 người đang đe doạ Harpers Ferry, khiến 2 đội quân miền Nam không thể phối hợp chống lại McDowell.
Ngày 21 tháng 7, Binh đoàn Đông bắc Virginia của McDowell đã tiến hành một cuộc hành quân đổi hướng phức tạp chống lại binh đoàn Potomac miền Nam của tướng Beauregard, mở màn trận Bull Run thứ nhất (hay còn gọi là trận Manassas thứ nhất). Mặc dù lúc đầu quân miền Bắc chiếm được lợi thế và đẩy lui được sườn trái quân miền Nam, nhưng tình hình chiến cuộc đã đảo ngược vào chiều hôm đó. Chuẩn tướng Thomas J. Jackson động viên lữ đoàn Virginia của mình trụ vững trước cuộc tấn công mạnh mẽ của quân miền Bắc, và được đặt cho biệt danh nổi tiếng "Stonewall" (bức tường đá) Jackson. Quân tiếp viện của Johnston - mà Patterson đã không thể giữ chân họ - đã đến rất kịp thời bằng xe lửa. Quân đội miền Bắc thiếu kinh nghiệm chiến đấu bắt đầu rút lui, rồi chuyển thành một cuộc tháo chạy kinh hoàng, nhiều người chạy về đến tận gần sát Washington. Những người theo dõi, cả thường dân và chính trị gia, nhiều người trong số họ nhìn nhận rằng cuộc chiến sẽ rất dễ dàng, giờ bắt đầu hoảng sợ. Quân đội miền Bắc rút an toàn về Washington; do quân đoàn của Beauregard quá mệt mỏi và thiếu kinh nghiệm để có thể tiến hành truy kích. Thất bại trong trận Bull Run thứ nhất làm chấn động miền Bắc, và một quyết tâm mới không thể lay chuyển đã lan khắp Hoa Kỳ khi cả quân đội và nhân dân đều nhận ra rằng họ sẽ cần phải hy sinh nhiều tiền của và nhân lực để giành chiến thắng trong một cuộc chiến tranh lâu dài và đẫm máu.
George B. McClellan được triệu về miền đông trong tháng 8 để chỉ huy binh đoàn Potomac mới thành lập và trở thành đội quân chủ lực ở Mặt trận miền Đông. Là một cựu giám đốc điều hành đường sắt, ông sở hữu một kỹ năng tổ chức nổi trội rất phù hợp với nhiệm vụ đào tạo và quản lý. Ông còn là người có rất nhiều tham vọng, và cho đến ngày 1 tháng 11, ông hoạt động bên cạnh Winfield Scott với chức vụ tổng chỉ huy của toàn bộ lục quân Liên bang, bất chấp thất bại đầy lúng túng của cuộc viễn chinh ông đã tiến hành trên sông Potomac trong trận Balls Bluff vào tháng 10.

## Bờ biển Bắc Carolina
Bắc Carolina là một khu vực quan trọng của miền Nam vì ở đây có cảng biển trọng yếu Wilmington và quần đảo Outer Banks là căn cứ quan trọng đối với các tàu thuyền trong việc chống lại cuộc phong toả của miền Bắc. Tháng 8 năm 1861, Benjamin Butler đã nhổ neo từ đồn Monroe và chiếm được các vị trí pháo binh trong vịnh Hatteras. Tháng 2 năm 1862, chuẩn tướng Ambrose Burnside đã tổ chức một cuộc đổ bộ khác, cũng khởi hành từ đồn Monroe, và chiếm được đảo Roanoke, một chiến thắng ít được biết đến nhưng lại có giá trị quan trọng về chiến lược của miền Bắc. Trong cuộc viễn chinh Goldsboro cuối năm 1862, quân miền Bắc đã tiến công chớp nhoáng vào vùng nội địa bên trong bãi biển và phá huỷ được các cây cầu và đường xe lửa của miền Nam.
Diễn biến tiếp theo của chiến sự tại bờ biển Bắc Carolina bắt đầu cuối năm 1864, với các cố gắng bị thất bại của Benjamin Butler và David D. Porter trong việc đánh chiếm đồn Fisher, cứ điểm bảo vệ cảng biển Wilmington. Đến tháng 1 năm 1865, các lực lượng miền Bắc trong trận đồn Fisher thứ hai, do các tướng Alfred H. Terry, Adelbert Ames và David D. Porter chỉ huy, đã đánh bại được tướng Braxton Bragg, và Wilmington thất thủ trong tháng 2. Trong giai đoạn này, các binh đoàn thuộc Mặt trận miền Tây của thiếu tướng William T. Sherman đã tiến sâu vào nội địa vùng Carolinas, và tại đây họ đã bức hàng được lực lượng đáng kể cuối cùng của miền Nam do tướng Joseph E. Johnston chỉ huy vào cuối tháng 4 năm 1865.

## Chiến dịch Thung lũng 1862

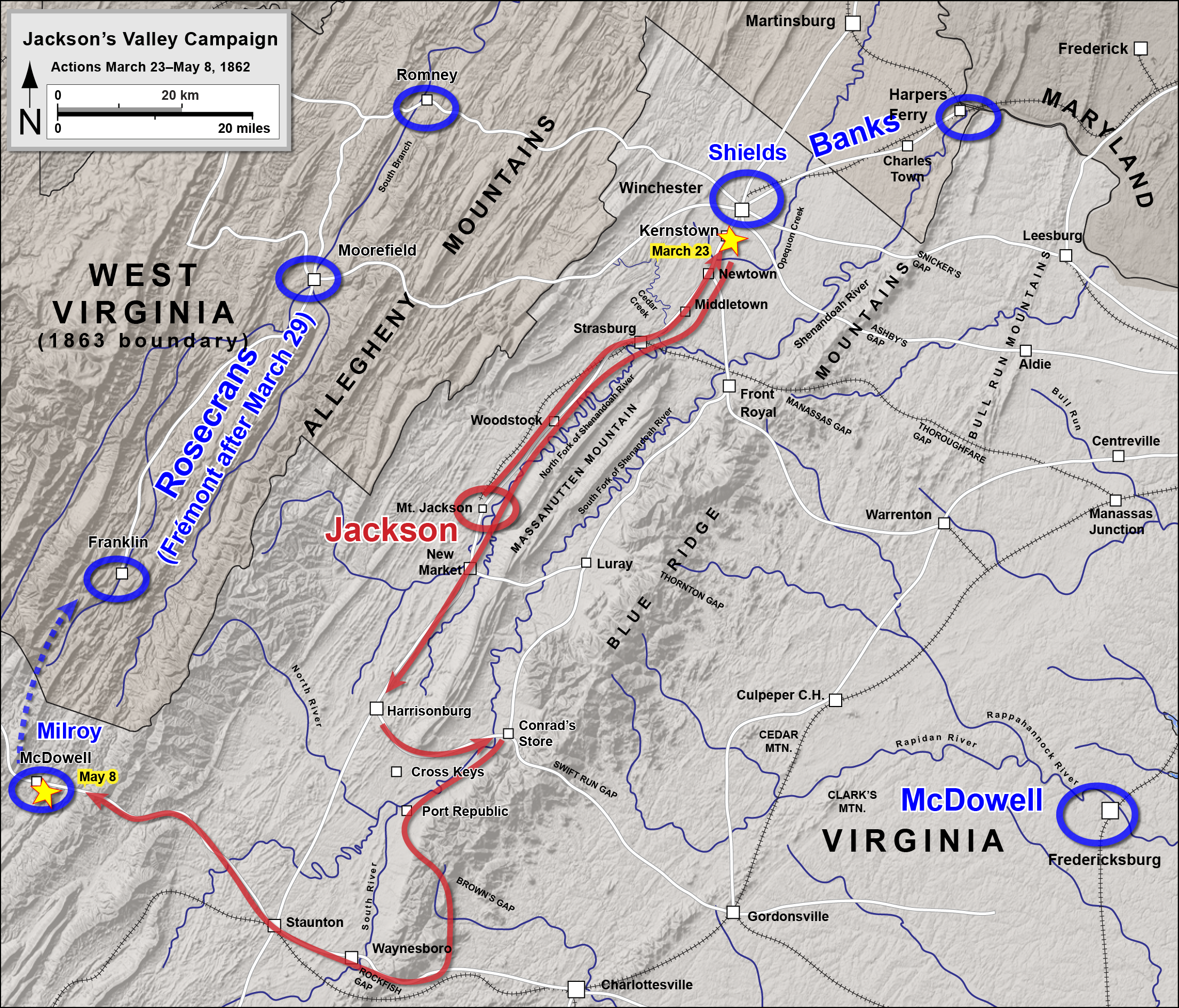
Chiến dịch Thung lũng: từ Kernstown đến McDowell.

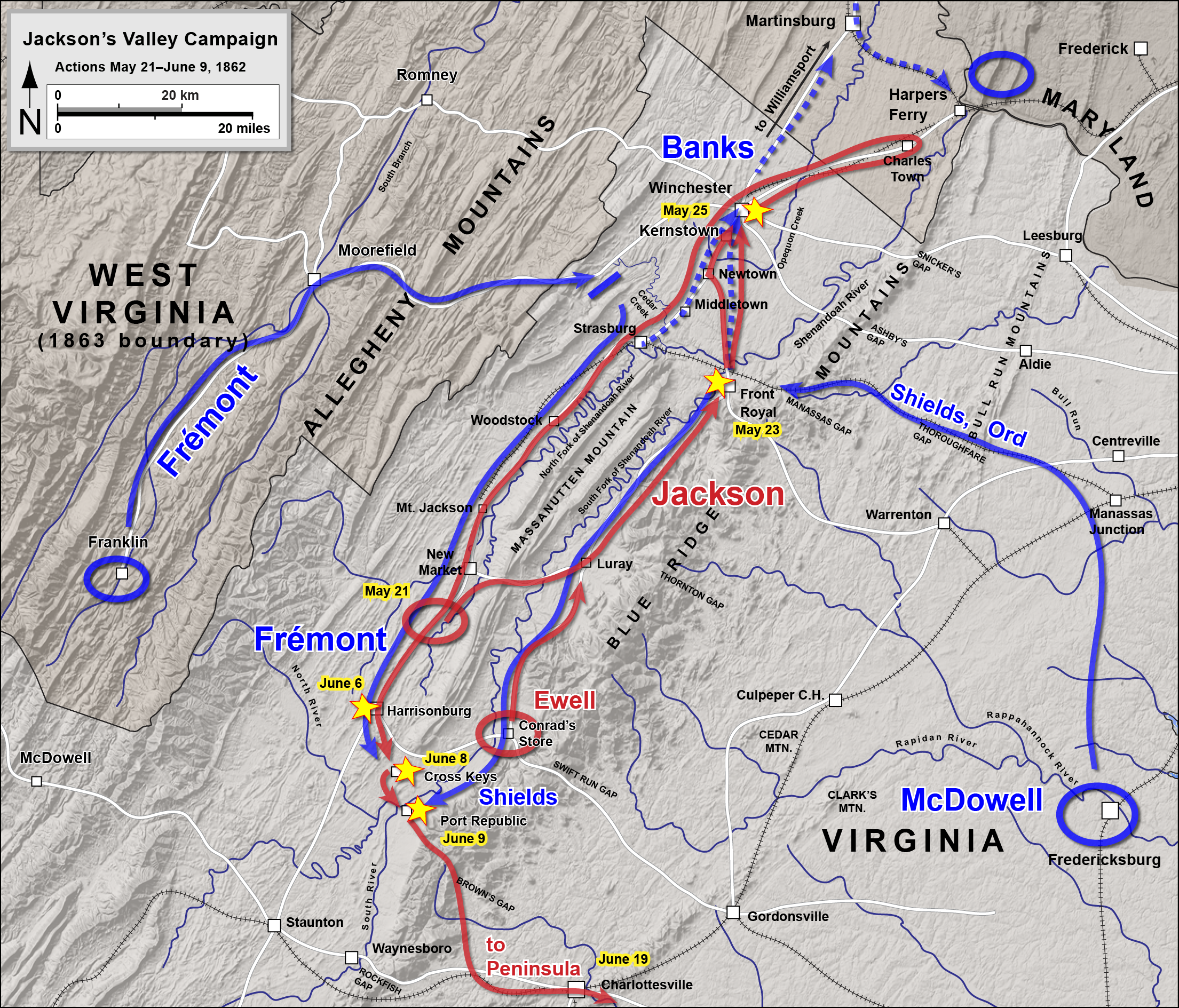
Chiến dịch Thung lũng: từ Front Royal đến Port Republic.

Đến mùa xuân năm 1862, sự hồ hởi của miền Nam sau trận Bull Run thứ nhất đã suy sụp nhanh chóng, với những thành công bước đầu của quân miền Bắc tại Mặt trận miền Tây, như ở đồn Donelson và Shiloh. Lực lượng hùng hậu của binh đoàn Potomac dưới trướng George B. McClellan đang tiến đến Richmond từ phía đông nam trong chiến dịch Bán đảo, quân đoàn to lớn của thiếu tướng Irvin McDowell đã sẵn sàng tấn công Richmond từ hướng bắc, và đội quân dưới quyền thiếu tướng Nathaniel P. Banks đang đe doạ khu vực nông nghiệp trù phú ở vùng Thung lũng Shenandoah. Người cứu vãn tình hình này cho phe miền Nam là thiếu tướng Thomas J. "Stonewall" Jackson (biệt hiệu "Stonewall"-"Bức tường đá" ông có được sau trận Bull Run thứ nhất). Quân đội của ông, gọi là Quận Thung lũng thuộc Cục Bắc Virginia, gồm có lữ đoàn Stonewall, Binh đoàn Tây Bắc và nhiều đơn vị dân quân vùng Thung lũng. Trong khi Banks còn ở trên bờ bắc sông Potomac, chỉ huy kỵ binh của Jackson, đại tá Turner Ashby thuộc Trung đoàn Kỵ binh Virginia số 7, đã bất ngờ tập kích vào kênh đào Chesapeake và Ohio và đường sắt Baltimore và Ohio.
Banks phản ứng lại bằng cách vượt sông Potomac vào cuối tháng 2 và tiến xuống phía nam để bảo vệ kênh đào và các đường xe lửa trước Ashby. Đội quân của Jackson vốn hoạt động như cánh trái trong quân đội của Đại tướng Joseph E. Johnston, và khi Johnston rời Manassas đến Culpeper trong tháng 3, Jackson rơi vào tình trạng bị cô lập ở Winchester. Ngày 12 tháng 3, Banks tiếp tục tiến quân về phía tây nam và chiếm Winchester. Jackson rút lui về Strasburg rồi về Mount Jackson, Virginia. Mệnh lệnh được giao cho Banks, một phần trong chiến lược tổng thể của McClellan, là tiến sâu hơn nữa về phía nam và đuổi Jackson ra khỏi Thung lũng. Sau khi hoàn tất mục tiêu này, ông ta sẽ rút quân về khu vực lân cận Washington. Một lực lượng tiến công hùng hậu đã khởi hành từ Winchester xuống phía nam ngày 17 tháng 3, và cùng thời gian đó McClellan cũng bắt đầu cuộc đổ bộ vào Bán đảo Virginia.
Jackson nhận được chỉ thị của Johnston là phải tránh giao chiến nói chung vì ông ta đang bị áp đảo nghiêm trọng về quân số, nhưng đồng thời lại phải cầm chân cuộc chiếm đóng của Banks đủ lâu để ngăn chặn ông ta chia quân đi tiếp ứng cho McClellan ở vùng Bán đảo. Nhận được tin tình báo không chính xác, Banks cho rằng Jackson đã rời khỏi vùng Thung lũng, và ông ta bắt đầu di chuyển về phía đông, trở lại vùng lân cận Washington. Jackson hoang mang trước cuộc hành quân này vì Banks đang thực hiện chính xác những gì mà Jackson được lệnh phải ngăn chặn. Khi Ashby báo cáo rằng chỉ có một số ít trung đoàn bộ binh và một số pháo binh thuộc quân đoàn của Banks còn ở lại Winchester, Jackson quyết định tấn công một bộ phận quân miền Bắc để cố gắng buộc quân của Banks phải quay trở lại. Nhưng thông tin của Ashby là không chính xác; thực tế nguyên một sư đoàn miền Bắc vẫn còn đóng trong thị trấn. Trong trận Kernstown thứ nhất (23 tháng 3 năm 1862) diễn ra cách Winchester vài dặm về phía nam, quân miền Bắc đã chặn đứng cuộc tấn công của Jackson và sau đó phản công, bọc sườn trái và buộc ông phải rút chạy, đây là trận thua duy nhất của ông trong toàn chiến dịch. Mặc dù thất bại chiến thuật thuộc về Jackson, đây lại là một thắng lợi về chiến lược đối với quân miền Nam, vì đã buộc Tổng thống Lincoln phải để lực lượng của Banks ở lại trong Thung lũng và quân đoàn 30.000 người của McDowell gần Fredericksburg, loại khoảng 50.000 quân ra khỏi lực lượng xâm chiếm vùng Bán đảo của McClellan.
Sau trận Kernstown quân miền Bắc được tổ chức lại: đội quân của McDowell đổi thành Cục Rappahannock, quân đoàn của Banks chuyển thành Cục Shenandoah, còn vùng phía tây bang Virginia (Tây Virginia ngày nay) trở thành Cục Mountain, do thiếu tướng John C. Frémont chỉ huy. Cả ba bộ tư lệnh này đều báo cáo trực tiếp với Washington, và được lệnh phải triệt tiêu mối đe dọa của Jackson đối với thủ đô. Cùng lúc này, chính quyền miền Nam đã tách sư đoàn của Richard S. Ewell khỏi binh đoàn của Johnston và điều đến Thung lũng. Jackson, giờ đã được tăng viện lên 17.000 người, quyết định sẽ lần lượt tấn công các lực lượng quân miền Bắc riêng rẽ trước khi họ kết hợp lại và áp đảo ông, đầu tiên là tập trung vào một đội quân thuộc Cục Mountain của Robert H. Milroy. Trong khi đang di chuyển theo một tuyến hành quân quanh co để che giấu ý đồ của mình, ông đã bị Milroy tấn công trong trận McDowell ngày 8 tháng 5 nhưng đã đẩy lui được quân địch sau một trận chiến đấu dữ dội. Trước đó Banks đã điều 1 sư đoàn đến tiếp viện cho Irvin McDowell tại Fredericksburg, nên giờ chỉ còn lại 8.000 quân, và đã rút về một vị trí kiên cố ở Strasburg, Virginia.
Jackson sau đó liền quay sang đánh bại Banks. Ngày 21 tháng 5, ông xuất phát từ New Market tiến quân về phía đông rồi tiếp đó rẽ lên hướng bắc. Tốc độ hành quân lần này đã trở thành biểu tượng của chiến dịch và quân kỵ của ông được đặt biệt hiệu "kỵ binh chạy bộ của Jackson". Ông đã điều lực lượng kỵ binh của mình lên thẳng hướng bắc để khiến Banks nghĩ rằng mình sẽ tấn công Strasburg, nhưng thật ra kế hoạch của ông là đánh chiếm tiền đồn nhỏ bé ở Front Royal và nhanh chóng cắt đứt tuyến liên lạc của Banks tại Harpers Ferry. Ngày 23 tháng 5, trong trận Front Royal, quân của Jackson đã bất thình lình nghiền nát lực lượng đồn trú 1.000 người của miền Bắc, bắt sống gần 700 quân với tổn thất không đến 40 người. Chiến thắng của Jackson buộc Banks tại Strasburg phải cấp tốc rút lui về phía Winchester. Dù Jackson cố gắng truy kích, nhưng do quân của ông đã kiệt sức và mải cướp phá các đoàn tàu tiếp tế của miền Bắc, nên đã làm chậm bước họ đi rất nhiều. Ngày 25 tháng 5, trong trận Winchester thứ nhất, quân của Banks đã bị các đội hình tập trung của quân miền Nam tấn công và bị đánh bại hoàn toàn, thương vong hơn 1.300 người và rất nhiều quân nhu (bao gồm 9.000 vũ khí loại nhỏ, nửa triệu viên đạn, và nhiều tấn đồ tiếp tế). Họ vượt qua sông Potomac rút chạy về phía bắc. Jackson lại cố gắng truy kích nhưng một lần nữa không thành công, do kỵ binh của Ashby mải đi cướp bóc còn bộ binh thì đã kiệt sức. Sau vài ngày nghỉ ngơi, Jackson đuổi theo Banks đến tận Harpers Ferry, và giao chiến với quân đồn trú miền Bắc tại đó.
Tại Washington, Tổng thống Lincoln và Bộ trưởng chiến tranh Edwin M. Stanton quyết định rằng đánh bại Jackson là ưu tiên trước mắt (mặc dù nhiệm vụ của Jackson chỉ là giữ chân các lực lượng chiếm đóng miền Bắc không để tiến ra Richmond). Họ ra lệnh cho Irvin McDowell điều 20.000 quân đến Front Royal và phái Frémont tiến quân về Harrisonburg. Nếu cả hai lực lượng này có thể tập trung tại Strasburg, lối thoát duy nhất của Jackson ra khỏi Thung lũng sẽ bị cắt đứt. Hậu quả tức thời của cuộc hành quân này là cuộc tấn công phối hợp của McDowell với McClellan tại Richmond bị huỷ bỏ. Ngày 29 tháng 5, trong khi 2 đội quân miền Bắc đang truy kích Jackson, ông đã bắt đầu đưa quân trở lại phía nam để thoát khỏi gọng kìm của đối phương, tiến qua 40 dặm đường trong 36 tiếng đồng hồ. Quân đội của ông đã giữ vững vị trí phòng thủ tại Cross Keys và Port Republic, tại đó ông lần lượt đánh bại được Frémont và James Shields (đến từ đội quân của Frémont), trong các ngày 8 và 9 tháng 6.
Sau các trận đánh này, quân đội miền Bắc đã rút khỏi Thung lũng. Jackson quay về hội quân với Robert E. Lee tại vùng Bán đảo để đánh Chuỗi trận Bảy ngày (tại đây ông đã có một thể hiện khá mờ nhạt, có thể là do những căng thẳng sau chiến dịch Thung lũng). Ông đã hoàn thành nhiệm vụ của mình là cầm chân hơn 50.000 quân cần thiết cho McClellan. Với thắng lợi trong chiến dịch Thung lũng, Stonewall Jackson trở thành chiến binh lừng danh nhất tại miền Nam (cho đến khi bị lấn át bởi Lee) và đã giúp vực dậy được tinh thần của công chúng miền Nam. Trong một chiến dịch quân sự kinh điển đầy tính bất ngờ và cơ động, ông đã đưa quân đội của mình vượt qua 1.040 km trong 48 ngày tiến quân và giành được 5 chiến thắng đáng kể với lực lượng chỉ khoảng 17.000 người chống lại đối phương tổng cộng tới 60.000 quân.

## Chiến dịch Bán đảo
George B. McClellan đã dành cả mùa đông năm 1861-1862 để huấn luyện Binh đoàn Potomac mới thành lập của mình và khước từ lời kêu gọi từ tổng thống Lincoln về việc tiến quân đánh miền Nam. Lúc này Lincoln đang đặc biệt quan tâm đến đội quân của Đại tướng Joseph E. Johnston đóng tại Centreville, chỉ cách Washington 50 km. McClellan đã đánh giá quá cao thực lực của Johnston và chuyển mục tiêu của mình từ lực lượng này sang thủ đô Richmond của miền Nam. Ông đề nghị hành quân bằng đường thủy đến Urbanna trên sông Rappahannock và sau đó sẽ đổ bộ lên Richmond trước khi Johnston có thể hành quân chặn ông ta. Mặc dù Lincoln ủng hộ cách tiến công bằng đường bộ vì như vậy sẽ giúp Washington tránh được bất kỳ cuộc tấn công nào trong khi chiến dịch đang tiến hành, nhưng McClellan lập luận rằng điều kiện đường sá tại Virginia sẽ không đảm bảo, rằng ông ta đã bố phòng đầy đủ cho thủ đô, và rằng Johnston chắc chắn sẽ đuổi theo, nếu ông ta tiến thẳng về Richmond. Kế hoạch đã được bàn cãi trong vòng 3 tháng ở thủ đô cho đến khi Lincoln chấp thuận đề xuất của McClellan vào đầu tháng 3. Thế nhưng, đến ngày 9 tháng 3, Johnston đã rút quân đội của mình từ Centreville về Culpeper, làm cho kế hoạch Urbanna của McClellan trở nên bất khả thi. Sau đó McClellan đề nghị quân đội sẽ đi thuyền đến đồn Monroe rồi đổ bộ lên bán đảo Virginia (dải đất hẹp giữa sông James và sông York) để tới Richmond. Lincoln miễn cưỡng đồng ý.
Trước khi khởi hành tới vùng Bán đảo, McClellan điều Binh đoàn Potomac đến Centreville tiến hành một cuộc hành quân "thử nghiệm". Qua đó ông đã nhận ra sự yếu kém của lực lượng của Johnston cũng như vị trí đóng quân hiện tại của họ, và rồi phải đối mặt với những lời chỉ trích gay gắt. Ngày 11 tháng 3, Lincoln bãi nhiệm McClellan khỏi vị trí tổng chỉ huy quân đội miền Bắc để ông có thể tập trung quan tâm vào chiến dịch khó khăn trước mắt của mình. Đích thân Lincoln, với sự hỗ trợ của Bộ trưởng Chiến tranh Stanton và một Hội đồng Chiến tranh gồm nhiều sĩ quan, đã tiếp nhận chỉ huy quân đội trong vòng 4 tháng tiếp theo. Binh đoàn Potomac bắt đầu lên tàu tới đồn Monroe ngày 17 tháng 3. Cuộc khởi hành diễn ra trong một bầu không khí lo lắng, bởi vì lúc đó vừa xảy ra cuộc giao chiến tàu bọc sắt đầu tiên vào ngày 8 và 9 tháng 3 giữa tàu CSS Virginia và tàu USS Monitor, kết thúc không phân thắng bại trong trận Hampton Roads. Mọi người lo ngại rằng các tàu vận tải sẽ bị tấn công trực tiếp bằng loại vũ khí mới này trên đường đi. Hải quân Hoa Kỳ đã không thể đảm bảo với McClellan rằng họ có thể bảo vệ chiến dịch cho đến khi tới được sông James hoặc sông York, do đó, ông đã từ bỏ ý nghĩ về cuộc đổ bộ bao vây Yorktown, và ra lệnh cuộc tiến công lên Bán đảo sẽ bắt đầu ngày 4 tháng 4. Ngày 5 tháng 4, McClellan được thông báo rằng Lincoln đã hủy bỏ việc điều quân đoàn của thiếu tướng Irvin McDowell đến đồn Monroe, do McClellan không thể để lại đủ số quân như đã thoả thuận trước đây tại Washington, và vì Chiến dịch Thung lũng của Jackson đang gây ra nhiều lo ngại. McClellan kháng nghị kịch liệt rằng ông đã bị buộc phải tiến hành một chiến dịch lớn mà không có đủ lực lượng đã được hứa hẹn, nhưng rốt cục vẫn phải tiếp tục tiến quân.

### Tiến lên Bán đảo

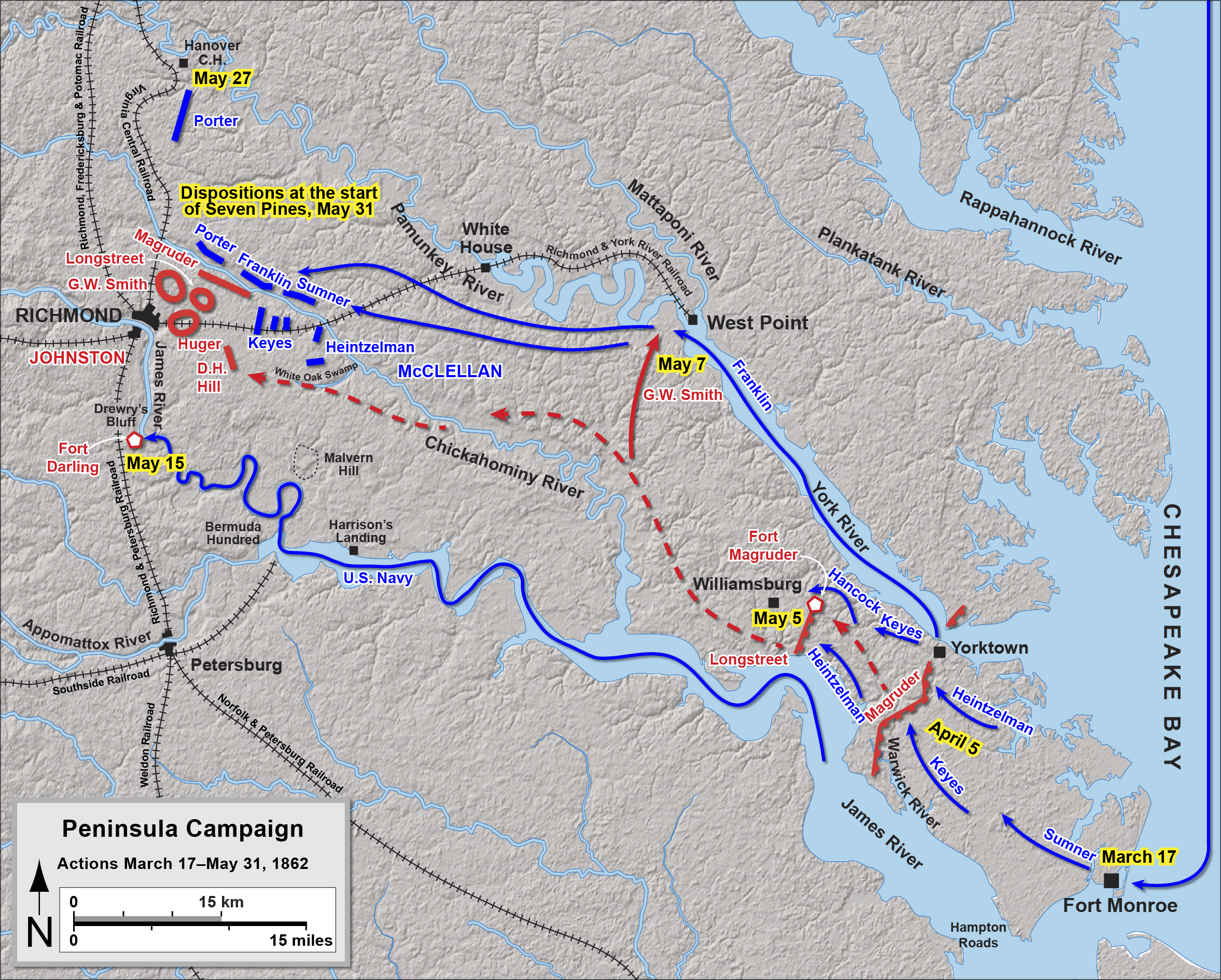
Chiến dịch Bán đảo, bản đồ các sự kiện cho đến trận Seven Pines.

Quân đội miền Bắc tiến về Yorktown, nhưng đã phải tạm dừng khi McClellan nhận thấy các công sự của miền Nam trải dài ngang qua Bán đảo thay vì chỉ giới hạn đến Yorktown như ông nghĩ. Sau khoảng một tháng trì hoãn để tập trung lực lượng, xây dựng chiến hào và bố trí các khẩu đội pháo binh phục vụ cho việc bao vây, cùng vài trận giao tranh nhỏ được tiến hành để thăm dò, cuộc vây hãm Yorktown đã có thể bắt đầu. Khoảng thời gian trì hoãn đã giúp cho Đại tướng Joseph E. Johnston cùng với Binh đoàn Virginia đến được chiến trường, nhưng do kết luận rằng tuyến phòng thủ của miền Nam quá yếu để chống trả cuộc tấn công của miền Bắc nên ông đã tổ chức rút lui trong đêm 3–4 tháng 5. Trong chiến dịch, quân miền Bắc còn chiếm đóng Hampton Roads và Norfolk. Trong lúc các lực lượng miền Bắc đuổi theo quân miền Nam đang rút lui trên Bán đảo theo hướng tây bắc về phía Richmond, đã diễn ra trận Williamsburg không phân thắng bại tại đồn Magruder, cách thủ đô thuộc địa cũ 1,5 km về phía đông.
Cho đến cuối tháng 5, các lực lượng miền Bắc đã tiến được sâu nhiều dặm về phía Richmond, nhưng tốc độ rất chậm. McClellan đã lên kế hoạch cho một cuộc vây hãm quy mô lớn và mang theo rất nhiều kho tiếp tế đồ sộ cùng nhiều súng cối để bao vây, nhưng thời tiết xấu cộng với hệ thống đường sá tồi tệ đã khiến cho cuộc tiến công chậm như rùa bò. Và McClellan lại là một người có bản tính quá cẩn trọng. Ông ta e ngại sẽ phải tấn công một đội quân mà ông tin là mạnh gấp đôi mình. Thật ra, trí tưởng tượng và các hoạt động tình báo đã khiến ông phạm sai lầm; vì trong thực tế, tương quan lực lượng gần như là ngược lại. Trong khi rút lui từ từ trên Bán đảo, quân đội của Johnston đã tiến hành nhiều hoạt động tung hỏa mù. Đặc biệt, sư đoàn của John B. Magruder, một diễn viên nghiệp dư trước chiến tranh, đã lừa được McClellan bằng cách diễu binh phô trương với một số ít quân qua cùng một vị trí nhiều lần như là một đội quân lớn mạnh.
Khi quân miền Bắc tiến về tuyến phòng thủ bên ngoài Richmond, họ bị sông Chickahominy chia cắt ra, làm giảm bớt khả năng chuyển quân qua lại dọc theo mặt trận. McClellan giữ phần lớn binh đoàn ở bờ bắc con sông, đợi McDowell từ bắc Virginia đến; chỉ còn 2 quân đoàn miền Bắc (IV và III) ở lại bờ nam. Dưới áp lực của tổng thống miền Nam Jefferson Davis và cố vấn quân sự của ông là Robert E. Lee, Johnston liền quyết định tấn công bộ phận yếu hơn của đối phương ở phía nam con sông, với hy vong sông Chickahominy lụt lội do mấy trận mưa lớn trước đó sẽ ngăn không cho McClellan tiến qua bờ nam. Trận Seven Pines (còn gọi là trận Fair Oaks) đã diễn ra trong 2 ngày 31 tháng 5– 1 tháng 6 năm 1862, không theo đúng kế hoạch của Johnston do bản đồ bị lỗi, cuộc tấn công của miền Nam thiếu sự phối hợp và viện binh miền Bắc vẫn qua được sông bất chấp lụt lội. Trận đánh bế tắc về mặt chiến thuật, nhưng miền Nam có được 2 thành quả chiến lược. Thứ nhất, Johnston đã bị thương trong trận chiến và được thay thế bằng viên chỉ huy tài giỏi hơn: Đại tướng Robert E. Lee, người đã lãnh đạo Binh đoàn Bắc Virginia đi đến nhiều thắng lợi trong chiến tranh. Thứ hai, tướng McClellan đã chọn cách đình chỉ các hoạt động tiến công nhằm tổ chức bao vây và đợi lực lượng tăng viện mà ông ta đang yêu cầu từ Tổng thống Lincoln. Không bao giờ ông ta còn lấy lại được đà tiến công chiến lược trước đó.
Lee đã tận dụng khoảng thời gian nghỉ ngơi kéo dài 1 tháng để củng cố hệ thống phòng ngự Richmond và mở rộng các công sự phía nam sông James, kéo dài cho đến Petersburg. Chiều dài tổng cộng của tuyến phòng thủ mới này vào khoảng 50 km. Để có thêm thời gian hoàn thành phòng tuyến mới và chuẩn bị tấn công, Lee đã dùng lại chiến thuật nghi binh khiến cho một số lượng nhỏ quân lính trở nên có vẻ lớn mạnh hơn thực tế. Lee còn phái chuẩn tướng lữ đoàn kỵ binh của J.E.B. Stuart diễu trọn một vòng quanh đội quân miền Bắc (13 –15 tháng 6) để xác định vị trí cánh phải của quân miền Bắc. Ngoài ra, Lee đã ra lệnh cho Jackson đem quân tới vùng Bán đảo để tăng viện. Tuy nhiên, McClellan đã chuyển phần lớn lực lượng sang bờ nam sông Chickahominy, chỉ để lại quân đoàn V của thiếu tướng Fitz John Porter tại bờ bắc.

### Chuỗi trận Bảy ngày
|  |  |  |

Tiếp theo là giai đoạn Lee chuyển sang tấn công, dẫn đến một loạt trận đánh kéo dài trong 7 ngày (25 tháng 6–1 tháng 7) và đẩy lui được McClellan trở lại một vị trí an toàn nhưng không còn có tính đe dọa với miền Nam trên sông James. Trên thực tế McClellan là người mở màn chuỗi trận này ngày 25 tháng 6 bằng trận Oak Grove, tại đó 2 sư đoàn miền Bắc đã cố đánh chiếm khu đất mà McClellan dự định đặt các khẩu đội pháo bao vây. McClellan đã lên kế hoạch tấn công một lần nữa vào hôm sau nhưng đã phải ngưng lại do bị quân miền Nam tấn công trong trận Beaver Dam Creek hay trận Mechanicsville, ngày 26 tháng 6. Lee quan sát thấy rằng McClellan đóng quân ở cả hai bên bờ sông Chickahominy và có thể đánh bại từng phần một. Ông lập kế hoạch cho sư đoàn của A.P. Hill đánh vào trận tuyến quân của Porter trong khi Jackson tiến ra phía sau các vị trí của miền Bắc và đánh tập hậu họ. Tuy nhiên, Jackson đã đến các vị trí được phân công muộn, còn Hill lại bắt đầu tấn công mà không đợi Jackson, và bị đẩy lùi với tổn thất nặng nề. Mặc dù miền Bắc thắng lợi về chiến thuật, McClellan vẫn ra lệnh cho Porter bỏ bờ nam rút về với quân chủ lực vì lo sợ Porter sẽ bị bao vậy trước lực lượng miền Nam quá áp đảo vào buổi sáng. Porter lập tuyến phòng thủ mới tại gần Gaines' Mill, bảo vệ các cây cầu bắc qua sông Chickahominy.
Lee tiếp tục tấn công trong trận Gaines's Mill, ngày 27 tháng 6, mở màn cho cuộc tấn công lớn nhất trong chiến tranh của phe miền Nam (nó diễn ra hầu như cùng địa điểm với trận Cold Harbor năm 1864 và có con số thương vong tương tự) nhằm vào trận tuyến của Porter. Cuộc tấn công này được phối hợp kém, và phòng tuyến của miền Bắc đã đứng vững gần một ngày, nhưng cuối cùng Lee vẫn đột phá thành công và McClellan lại phải rút lui về căn cứ vững chắc ở Harrison's Landing trên sông James.
Trong hai ngày tiếp theo đã nổ ra nhiều trận đánh, đặc biệt là tại đồn điền Garnett và Golding và Savage's Station, McClellan tiếp tục rút lui còn Lee cố gắng cắt đường của đối phương. Trận Glendale ngày 30 tháng 6 là một trận đánh đẫm máu tại đó 3 sư đoàn quân miền Nam cùng hợp lực đánh các lực lượng miền Bắc đang rút lui sau trận White Oak Swamp, gần Frayser's Farm, một tên gọi khác của trận này. Do thể hiện kém cỏi của Stonewall Jackson, quân đội của Lee đã thất bại trong cố gắng cuối cùng nhằm tiêu diệt quân đội miền Bắc trước khi họ tới được sông James.
Trận đánh cuối cùng trong Chuỗi trận Bảy ngày diễn ra ngày 1 tháng 7, với nhiều cuộc tấn công thiếu thận trọng của miền Nam vào phòng tuyến vững vàng của quân miền Bắc—được trấn giữ bởi những vị trí pháo binh và tàu hải quân thuộc đội tàu sông James—tại Malvern Hill. McClellan không có mặt ở chiến trường, lúc đó ông ta đang ở trên chiến hạm Galena; các viên tư lệnh quân đoàn của miền Bắc đã phối hợp đóng quân tại các vị trí nhưng không ai trong số họ nắm quyền chỉ huy toàn bộ trận đánh. Quân đội của Lee đã chịu tổn thất hơn 5.600 người cho mục tiêu này, so với 3.000 người bên phía miền Bắc. Mặc dù các viên chỉ huy quân đoàn miền Bắc nhận thấy họ có thể trụ vững trước những đợt tấn công tiếp theo của miền Nam, nhưng McClellan vẫn ra lệnh rút quân về Harrison's Landing.
Trận Malvern Hill đánh dấu mốc kết thúc của Chuỗi trận Bảy ngày cũng như Chiến dịch Bán đảo. Binh đoàn Potomac rút lui về khu vực an toàn trên sông James, được bảo vệ dưới hỏa lực của các chiến hạm miền Bắc, và đóng ở đây cho đến tháng 8, rồi rút đi theo lệnh của Tổng thống Lincoln để chuẩn bị cho trận Bull Run thứ hai. Mặc dù McClellan vẫn tiếp tục chỉ huy Binh đoàn Potomac, Lincoln đã thể hiện sự thất vọng của mình bằng cách chỉ định thiếu tướng Henry W. Halleck thay vị trí tổng chỉ huy quân đội toàn miền Bắc trước đó của McClellan ngày 11 tháng 7 năm 1862.
Cái giá mà cả hai bên phải trả cho chiến dịch đều rất cao. Binh đoàn Bắc Virginia của Lee chịu tổn thất gần 20.000 trong tổng số hơn 90.000 quân tham gia Chuỗi trận Bảy ngày, còn McClellan mất gần 16.000 trong tổng số 105.445 quân. Sau khởi đầu thành công trên Bán đảo cho thấy khả năng về việc kết thúc sớm chiến tranh, tinh thần quân miền Bắc bị suy sụp cùng với sự rút lui của McClellan. Mặc dù chịu thiệt hại lớn cùng với sự thể hiện chiến thuật vụng về của Lee, nhuệ khí quân miền Nam tăng vọt, và Lee có được tự tin để tiếp tục chiến lược tiến công của mình trong các chiến dịch tại Bắc Virginia và Maryland.

## Bắc Virginia và Maryland
Sau khi chiến thắng McClellan trên vùng Bán đảo, Lee liên tiếp tiến hành 2 chiến dịch vẫn thường được xem là 1 hoạt động tấn công thống nhất: đánh bại nốt đạo quân lớn thứ hai còn lại đang đe dọa Richmond rồi bắc tiến lên xâm chiến Maryland.

### Binh đoàn Virginia

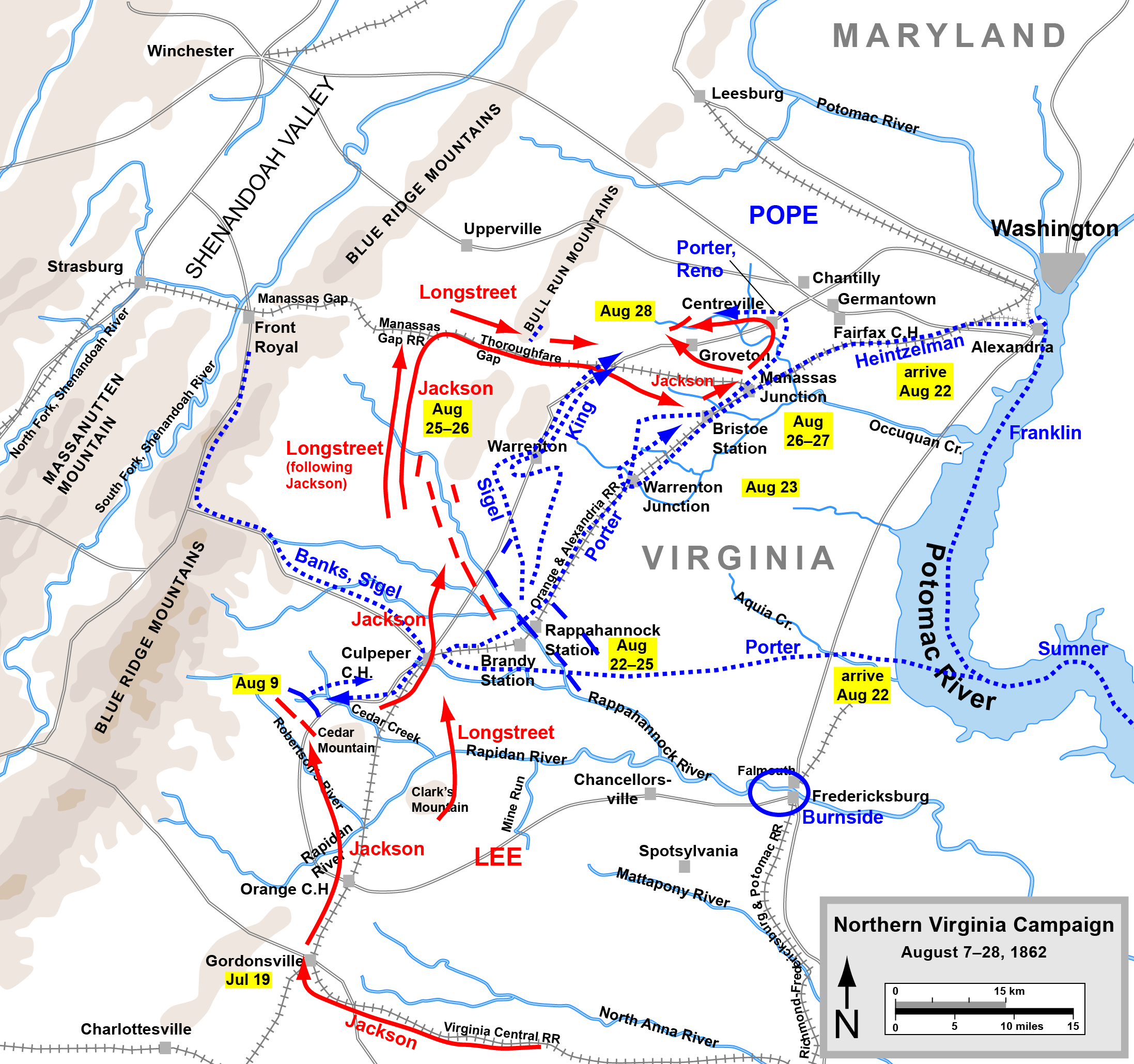
Chiến dịch Bắc Virginia, từ 7-28 tháng 8 năm 1862.

Sau thất bại của McClellan, Tổng thống Lincoln quyết định bổ nhiệm John Pope làm chỉ huy Binh đoàn Virginia mới thành lập. Pope đã đạt được nhiều thành công ở Mặt trận miền Tây, và Lincoln hy vọng tìm thấy ở ông ta một viên tướng tháo vát hơn McClellan. Binh đoàn Virginia có hơn 50.000 người chia làm 3 quân đoàn, sau này có thêm 3 quân đoàn của binh đoàn Potomac của McClellan cùng tham gia chiến đấu. Trong đó có 2 lữ đoàn kỵ binh lại được biên chế trực tiếp vào trong 2 quân đoàn bộ binh, điều này phản ánh một tình trạng chỉ huy thiếu tập trung mà sau này đã đem đến những kết quả tiêu cực trong chiến dịch. Nhiệm vụ của Pope là phải hoàn thành 2 mục tiêu: bảo vệ Washington cùng Thung lũng Shenandoah, và thu hút các lực lượng miền Nam ra xa McClellan bằng cách di chuyển về phía Gordonsville. Pope bắt đầu hành quân bằng cách sai kỵ binh đi đánh phá các tuyến đường sắt nối giữa Gordonsville, Charlottesville, và Lynchburg. Lực lượng kỵ binh này đã khởi hành muộn và khi đến nơi thì thấy Stonewall Jackson đã chiếm cứ Gordonsville với lực lượng hơn 14.000 người.
Lee nhận thấy rằng McClellan không còn là mối đe dọa trên vùng Bán đảo nữa, cho nên không cần phải giữ tất cả lực lượng của mình tại tuyến phòng thủ Richmond, và ông đã điều Jackson đến Gordonsville trước để chặn Pope và bảo vệ tuyến đường xe lửa. Hiện tại Lee còn suy tính đến các kế hoạch lớn hơn. Lúc này lục quân miền Bắc bị chia rẽ làm hai phần rất tách biệt của McClellan và Pope, nên Lee cân nhắc về việc mở màn tiêu diệt Pope trước khi trở lại đối phó McClellan. Được tin rằng quân của Ambrose Burnside từ Bắc Carolina đã lên tàu đi tăng viện cho Pope, và muốn tiến hành ngay trước khi đạo quân đó tới nơi, Lee phái thiếu tướng A.P. Hill với lực lượng 12.000 người đến hợp quân với Jackson, đồng thời vẫn tiếp tục tung hỏa mù đánh lừa McClellan nhằm giữ chân ông ta tại chỗ.
Ngày 29 tháng 7, Pope chuyển một phần lực lượng đến vị trí gần núi Cedar, từ đó ông có thể tiến hành đột kích Gordonsville. Jackson tiến quân vào Culpeper ngày 7 tháng 8, với hy vọng tấn công một trong các quân đoàn của Pope trước khi phần còn lại của cả binh đoàn đó đến tập hợp. Ngày 9 tháng 8, quân đoàn của Nathaniel Banks đã tấn công Jackson trong trận Cedar Mountain, và chiếm được lợi thế ban đầu, nhưng sau đó một cuộc phản công của quân miền Nam do tướng A.P. Hill chỉ huy đã đẩy Banks ngược lại bên kia rạch Cedar. Đến lúc này Jackson mới biết rằng các quân đoàn của Pope đã tập hợp đầy đủ với nhau, thế là kế hoạch đánh bại riêng lẻ từng phần đối phương bị phá sản. Ông đóng quân tại chỗ cho đến ngày 12 tháng 8, rồi rút về Gordonsville.
Ngày 13 tháng 8, Lee phái thiếu tướng James Longstreet đến tăng viện cho Jackson và ngày hôm sau điều đi toàn bộ lực lượng còn lại chỉ trừ 2 lữ đoàn, sau khi xác nhận được rằng McClellan đã rời vùng Bán đảo. Ngày 15 tháng 8, đích thân Lee cũng tới Gordonsville chỉ huy quân đội. Kế hoạch của ông là đánh bại Pope trước khi quân của McClellan kịp đến tiếp viện bằng cách phá các cây cầu phía sau Pope rồi tấn công vào sườn trái và sau lưng ông ta. Thế nhưng Pope đã kịp rút lui về tuyến sông Rappahannock, do ông ta đã biết trước kế hoạch của Lee qua một bản sao chỉ thị viết tay mà kỵ binh miền Bắc thu được trong một cuộc đột kích.
Một loạt các trận giao chiến trong các ngày từ 22 đến 25 tháng 8 đã khiến quân đội của Pope tập trung chú ý vào khu vực dọc theo con sông. Đến ngày 25 tháng 8, 3 quân đoàn thuộc Binh đoàn Potomac từ vùng Bán đảo đã tới tiếp ứng cho Pope. Kế hoạch mới của Lee trước toàn bộ lực lượng tăng cường của đối phương đang áp đảo ông là phái Jackson và Stuart với một nửa lực lượng đi tấn công vào sườn nhằm cắt đứt tuyến liên lạc Pope tại tuyến đường xe lửa Orange & Alexandria. Pope sẽ buộc phải rút lui và có thể bị đánh bại trong khi để lộ sơ hở lúc đang hành quân.
Tối ngày 26 tháng 8, sau khi vòng qua sườn phải của Pope, cánh quân của Jackson tấn công đường xe lửa tại ga Bristoe và trước lúc bình minh ngày 27 tháng 8 đã đánh chiếm và phá hủy được kho tiếp tế đồ sộ của miền Bắc tại ga đầu mối Manassas. Cuộc hành quân bất ngờ này đã buộc Pope phải vội vã rút bỏ phòng tuyến dọc sông Rappahannock, lui về phía ga Manassas với hy vọng tiêu diệt cánh quân của Jackson trước khi nó tái hợp với đội quân của Lee. Trong đêm 27-28 tháng 8, Jackson thúc 2 sư đoàn của mình tiến lên phía bắc đến chiến trường cũ của trận Bull Run thứ nhất, tại đó ông đóng quân sau một tuyến đường sắt dốc chưa hoàn thành. Cánh quân của Longstreet cũng đang tiến qua Thoroughfare Gap để hội quân với Jackson, nhằm hợp nhất lại 2 cánh quân của Lee.

### Trận Bull Run thứ hai
Để dẫn dụ quân đội của Pope giao chiến, Jackson đã ra lệnh tấn công vào một đội hình quân miền Bắc đang tiến qua trận tuyến của ông vào ngày 28 tháng 8, mở màn trận Bull Run thứ hai, trận đánh quyết định trong chiến dịch Bắc Virginia. Cuộc công kích kéo dài nhiều giờ và kết thúc không phân thắng bại. Pope tự tin rằng mình đã vây khốn được Jackson và cho tập trung hầu hết lực lượng để đối đầu với ông ta. Ngày 29 tháng 8, Pope bắt đầu một loạt cuộc tấn công vào vị trí của Jackson dọc theo tuyến đường xe lửa dốc đang làm dở. Các cuộc tấn công bị đẩy lui với thiệt hại nặng nề cho cả hai bên. Đến trưa, Longstreet tới nơi và đóng tại vị trí bên sườn phải của Jackson. Ngày 30 tháng 8, Pope tiếp tục tấn công, dường như không biết rằng Longstreet đã đến chiến trường. Lực lượng pháo binh hùng hậu của miền Nam đã đánh tan tành cuộc công kích của quân miền Bắc, sau đó đội quân 28.000 người của Longstreet đã tiến hành cuộc phản công được biết đến như cuộc tấn công biển người lớn nhất trong Nội chiến. Sườn trái của quân miền Bắc bị phá nát và quân đội bị đẩy lùi trở lại Bull Run. Nhờ có đòn chặn hậu có hiệu quả của quân miền Bắc mới ngăn được thảm họa trong trận Bull Run thứ nhất tái diễn. Dù vậy cuộc rút lui của Pope về Centreville vẫn gặp khá nhiều trắc trở. Ngày hôm sau, Lee ra lệnh cho quân đội tiến hành truy kích.
Jackson đã tiến hành một đòn tấn công bọc sườn lớn với hy vọng cắt đứt được đường rút lui của quân miền Bắc. Ngày 1 tháng 9, Jackson điều các sư đoàn của mình tấn công 2 sư đoàn miền Bắc trong trận Chantilly. Cuộc tấn công này của quân miền Nam đã bị chặn đứng sau một trận giao chiến ác liệt; cả hai viên tư lệnh sư đoàn miền Bắc là Issac Stevens và Philip Kearny đều bị tử trận. Nhận ra rằng quân đội của mình vẫn còn đang trong tình trạng nguy hiểm, Pope ra lệnh tiếp tục rút lui về Washington.

### Cuộc xâm lăng Maryland

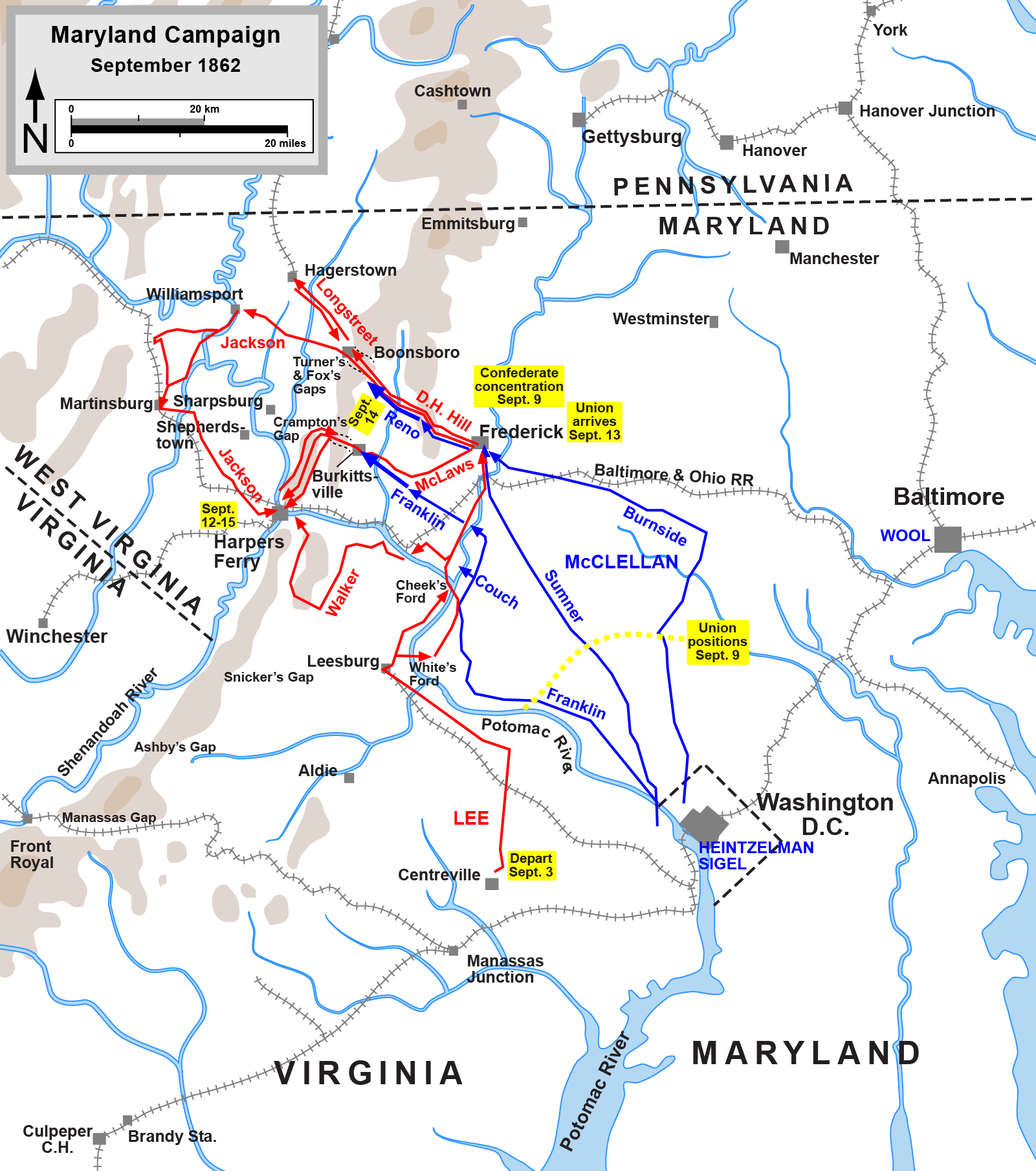
Chiến dịch Maryland, từ ngày 3 tháng 9 đến 15 tháng 9 năm 1862.

Đến lúc này, Lee tin tưởng rằng binh đoàn của mình, dù phải chịu nhiều tổn thất nặng nề trong cả mùa xuân và mùa hè, cũng đã sẵn sàng cho một thử thách lớn hơn: một cuộc xâm chiếm miền Bắc. Ông đặt mục tiêu tiến lên những tiểu bang lớn của miền Bắc là Maryland và Pennsylvania rồi cắt đứt tuyến đường xe lửa Baltimore & Ohio tiếp tế cho Washington. Ông cũng hy vọng cung ứng cho đội quân của mình nhờ vào những trang trại của miền Bắc chưa bị ảnh hưởng bởi chiến tranh, không giống như ở Virginia. Và cuối cùng, ông muốn gây ảnh hưởng đến tâm lý chung của miền Bắc, tin rằng một đội quân xâm lăng tàn phá ngay trong lòng miền Bắc sẽ có thể buộc Lincoln phải tiến hành đàm phán kết thúc chiến tranh, nhất là khi ông đã kích động được một cuộc nổi dậy của giới chủ nô tại Maryland.
Binh đoàn Bắc Virginia vượt sông Potomac và tiến đến Frederick, Maryland ngày 7 tháng 9. Mục tiêu cụ thể của Lee là tiến quân về Harrisburg, Pennsylvania, cắt đứt tuyến đường xe lửa đông-tây nối với miền Đông Bắc, sau đó tiến hành tấn công một trong những thành phố lớn ở phía đông, ví dụ như Philadelphia. Thông tin về cuộc xâm lăng gây kinh hoàng tại miền Bắc, và Lincoln buộc phải cấp tốc hành động. George B. McClellan, bị lãng quên trong quân đội kể từ sau cuộc rút lui khỏi vùng Bán đảo, đã được Lincoln phục chức làm tổng chỉ huy toàn bộ lực lượng quanh Washington và ra lệnh cho ông ta đi đối phó với Lee.
Lee đã chia nhỏ quân đội của mình ra. Longstreet được phái đến Hagerstown, trong khi Jackson được lệnh đi chiếm kho vũ khí của quân miền Bắc tại Harpers Ferry, án ngữ tuyến đường tiếp tế của Lee qua Thung lũng Shenandoah; đây là một mục tiêu hấp dẫn, với vị thế hầu như không thể phòng thủ được. McClellan yêu cầu Washington cho phép bỏ Harpers Ferry và sáp nhập lực lượng đồn trú của nó vào quân đội của mình, nhưng bị từ chối. Ngày 15 tháng 9, trong trận Harpers Ferry, Jackson đã bố trí pháo binh trên các cao điểm quanh thị trấn, bức hàng lực lượng đồn trú với hơn 12.000 người. Sau đó Jackson dẫn hầu hết lực lượng của mình đi hội quân với Lee, để lại sư đoàn của A.P. Hill hoàn tất việc chiếm cứ thị trấn.
McClellan rời Washington với đội quân 87.000 người, chậm chạp tiến quân đến Frederick ngày 13 tháng 9. Tại đó, 2 người lính miền Bắc đã phát hiện ra một bản sao kế hoạch chi tiết chiến dịch của Lee—Chỉ thị Đại cương số 191—bọc quanh 3 điếu xì gà. Bản chỉ thị cho biết Lee đã chia nhỏ quân đội của mình và phân tán ra các nơi, như vậy là khiến cho từng phần bị cô lập và có thể bị đánh bại lần lượt. McClellan do dự 18 tiếng đồng hồ trước khi quyết định tận dụng lợi thế từ tin tình báo này, một sự trì hoãn suýt nữa đã làm lỡ mất cơ hội. Đêm hôm đó, Binh đoàn Potomac tiến về South Mountain tại đó các đơn vị thuộc Binh đoàn Bắc Virginia đã lập các tuyến phòng ngự trong hẻm núi. Trong trận South Mountain ngày 14 tháng 9, lính phòng thủ của miền Nam bị đẩy lui trước lực lượng miền Bắc áp đảo về quân số, và McClellan dường như sắp tiêu diệt được quân đội của Lee trước khi nó tập hợp lại.

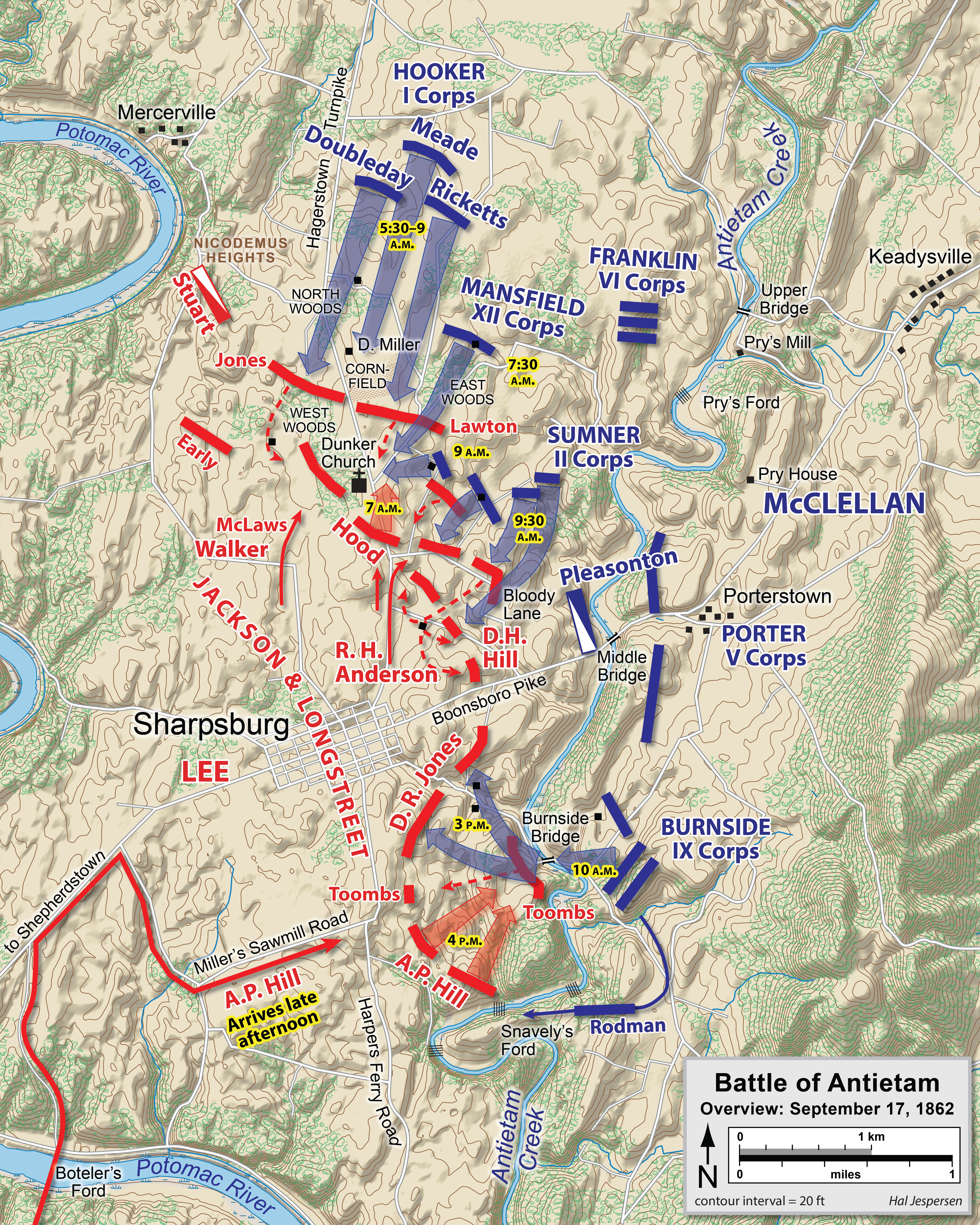
Trận Antietam.

Lee, hay tin về cuộc tấn công bất ngờ của McClellan, và được một người có cảm tình với phe miền Nam cho biết rằng kế hoạch của ông đã bị lộ, liền tức tốc hành quân để tập trung lại binh đoàn. Ông ta chưa chịu từ bỏ cuộc xâm lấn và trở về Virginia, do lúc này Jackson chưa hoàn thành việc chiếm cứ Harpers Ferry. Ông cũng lo ngại sẽ ảnh hưởng xấu đến tinh thần của miền Nam nếu từ bỏ chiến dịch mà chỉ thu được mỗi một thành quả là đánh chiếm Harpers Ferry. Thay vào đó, ông chọn đóng ở lại Sharpsburg, Maryland.

### Antietam
Ngày 16 tháng 9, McClellan chạm trán với Lee ở gần Sharpsburg, lúc này đang phòng thủ ở phía tây rạch Antietam. Rạng sáng ngày 17 tháng 9, trận Antietam bắt đầu khi quân đoàn của thiếu tướng Joseph Hooker mở màn trận công kích mãnh liệt vào sườn trái của Lee. Các cuộc công kích qua lại trải dài từ cánh đồng Miller đến khu rừng gần nhà thờ Dunker Church. Những cuộc tấn công của miền Bắc tại đường Sunken Road (được mệnh danh là "Tuyến đường máu") cuối cùng đã chọc thủng được trung tâm của quân miền Nam, nhưng không duy trì được lợi thế. Lần nào tiếp viện của quân miền Nam từ bên cánh phải cũng đều ngăn cản không cho quân miền Bắc đột phá đến cùng và McClellan đã từ chối tung lực lượng dự bị của mình đi hoàn tất cuộc đột phá.
Đến chiều, quân đoàn của Burnside vượt qua cây cầu đá bắc qua rạch Antietam và đánh thốc vào sườn phải quân miền Nam. Đúng vào thời khắc nguy ngập này, sư đoàn của A.P. Hill đã từ Harpers Ferry tới kịp lúc và tổ chức phản công, đẩy lui quân của Burnside và cứu thoát đội quân của Lee khỏi bị tiêu diệt. Mặc dù bị áp đảo bởi một lực lượng lớn gấp đôi, Lee đã tổ chức phát huy được toàn bộ sức mạnh của binh đoàn mình cùng một lúc, trong khi McClellan chỉ phối hợp điều động được chưa tới 3/4 sức mạnh. Điều này cho phép Lee di chuyển các lữ đoàn và tập trung đối phó với từng cuộc tấn công rời rạc của đối phương. Với thương vong lên tới 23.000 người, đây là ngày đẫm máu nhất trong lịch sử Hoa Kỳ. Lee ra lệnh cho Binh đoàn Bắc Virginia rút lui qua sông Potomac về Thung lũng Shenandoah. Mặc dù bất phân thắng bại về mặt chiến thuật, trận Antietam vẫn được xem là một thắng lợi chiến lược của miền Bắc. Sau trận này, ý định chiến lược của Lee trong cuộc xâm lấn Maryland đã thất bại. Nhưng quan trọng hơn là, Tổng thống Lincoln đã nhân dịp này để công bố bản Tuyên ngôn Giải phóng Nô lệ, làm tiêu tan khả năng người châu Âu ủng hộ miền Nam sẽ can thiệp vào cuộc nội chiến.

## Fredericksburg và Chancellorsville

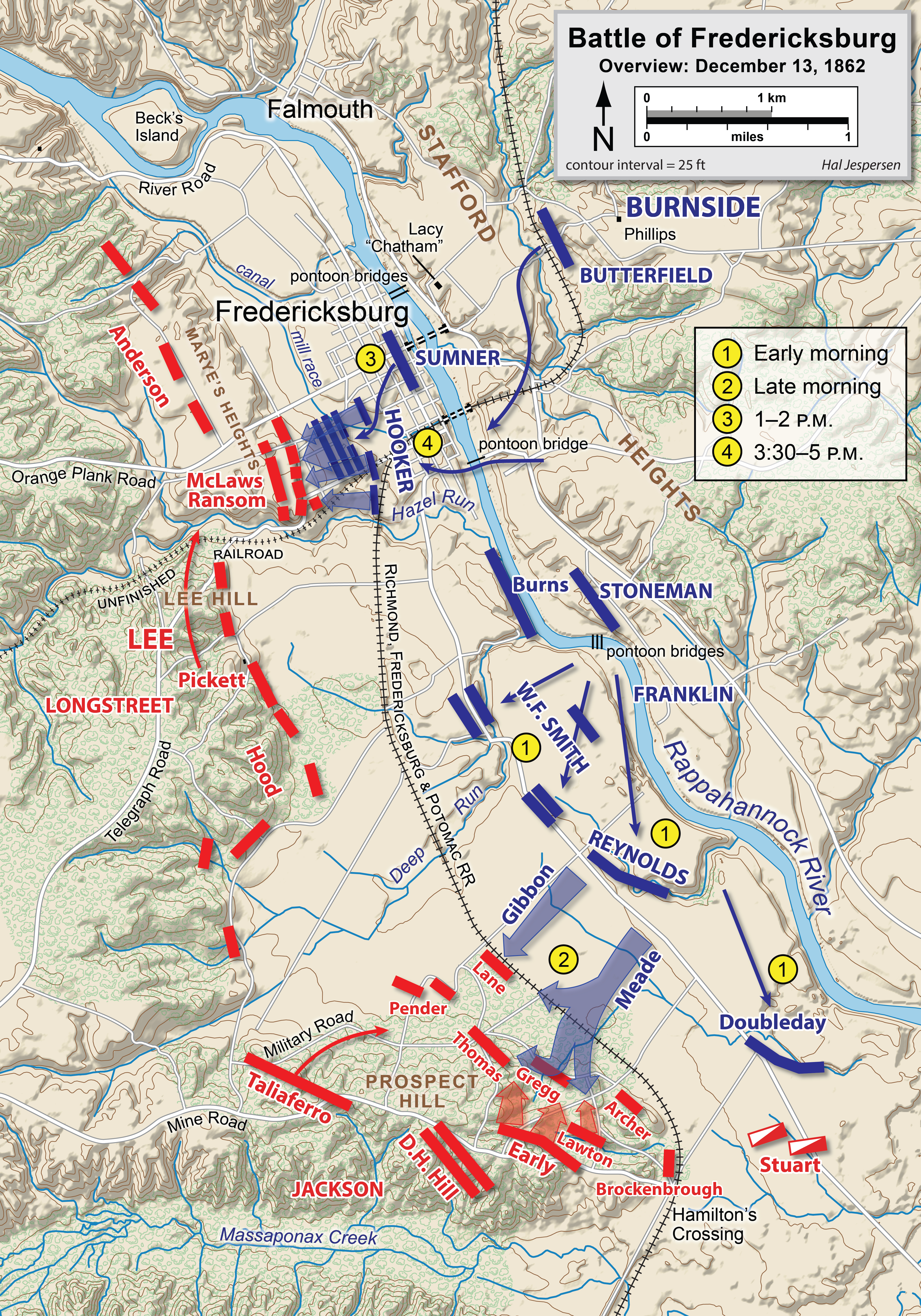
Fredericksburg, 13 tháng 12 năm 1862.

Ngày 7 tháng 11 năm 1862, Tổng thống Lincoln đã cách chức McClellan khỏi vị trí chỉ huy do những thất bại của ông trong việc truy kích và đánh bại đội quân đang rút lui khỏi Sharpsburg của Lee. Ambrose Burnside, dù chỉ là một chỉ huy quân đoàn bình thường tại Antietam, đã được chỉ định làm tư lệnh Binh đoàn Potomac. Một lần nữa, Lincoln thúc ép viên chỉ huy của mình phải tiến hành một cuộc tấn công trong thời hạn ngắn nhất có thể. Burnside hào hứng với nhiệm vụ và lên kế hoạch tiến thẳng xuống phía nam đến Richmond. Ông ta hy vọng đánh bạt sườn Robert E. Lee bằng cách nhanh chóng vượt sông Rappahannock tại Fredericksburg và án ngữ con đường nối giữa quân miền Nam và thủ đô của họ. Thế nhưng những khó khăn về hành chính đã khiến cho số cầu phao phục vụ cho việc vượt sông không thể đến đúng thời điểm, và quân miền Bắc bị buộc phải chờ để qua sông tại Fredericksburg trong khi Lee đã nhân cơ hội này củng cố phòng tuyến trên các cao điểm xung quanh thành phố. Thay vì bỏ cuộc hoặc tìm cách khác để tiến quân, Burnside vẫn vượt sông và ngày 13 tháng 12, đã bắt đầu công kích chính diện ồ ạt vào cao điểm Marye's Heights tại sườn trái của Lee. Mặc dù cuộc tấn công tại sườn phải diễn ra thành công hơn, đã đột phá được trận tuyến của Jackson trong một thời gian ngắn; nhưng những đợt tấn công nhằm vào các cao điểm kiên cố vẫn được tiếp diễn, do niềm tin sai lầm rằng như vậy sẽ giúp lực lượng đối đầu với Jackson có thể phát huy chiến quả của họ. Quân miền Bắc mất hơn 12.000 người trong ngày hôm đó; thiệt hại của quân miền Nam chỉ vào khoảng 4.500 người.
Mặc dù thất bại và bị mất lòng Washington, Burnside vẫn chưa bị thuyên chuyển khỏi chức vụ chỉ huy. Ông ta đã lên kế hoạch mở lại cuộc tấn công vào bắc Fredericksburg, nhưng đúng lúc đó đã xảy ra sự kiện Cuộc hành quân bùn nhục nhã vào tháng 1 năm 1863. Tiếp theo, một phe cánh các tướng lĩnh cấp dưới đã báo cáo với chính phủ rằng Burnside không đủ khả năng lãnh đạo quân đội. Một trong số đó là thiếu tướng Joseph Hooker, người sau đó được chỉ định làm chỉ huy Binh đoàn Potomac ngày 26 tháng 1 năm 1863. Hooker, với thành tích xuất sắc trên cương vị chỉ huy quân đoàn trong các chiến dịch trước đó, đã tận dụng khoảng thời gian còn lại của mùa đông để tái tổ chức và cung ứng cho quân đội, trong đó đặc biệt chú ý đến các vấn đề sức khoẻ và tinh thần của binh lính. Và với bản tính tích cực của mình, ông đã vạch một kế hoạch phức tạp cho chiến dịch mùa xuân chống lại Robert E. Lee.
Lúc này quân đội cả hai bên đều đang ở tại vị trí cũ trước trận Fredericksburg. Hooker lên kế hoạch điều kỵ binh dưới quyền thiếu tướng George Stoneman tiến sâu vào sau lưng quân miền Nam để phá vỡ các tuyến đường tiếp tế. Trong khi một quân đoàn ở lại để thu hút sự chú ý của Lee tại Fredericksburg, số còn lại sẽ ẩn mình và bí mật tiến hành một cuộc hành quân bọc sườn đưa phần lớn quân đội của Hooker ra phía sau Lee, đẩy ông ta vào một gọng kìm. Lee, do đã phái một quâm đoàn của trung tướng James Longstreet đi cắt cỏ ở nam Virginia, giờ bị áp đảo về quân số với 57.000 người trước 97.000 quân địch.
|  |  |  |

Kế hoạch khởi đầu suôn sẻ, và phần lớn Binh đoàn Potomac đã băng qua sông Rapidan và tập kết tại đúng vị trí ngày 1 tháng 5. Thế nhưng sau vài trận giao chiến nhỏ ban đầu với đối phương, Hooker bắt đầu mất tự tin, và thay vì đánh vào sau lưng Binh đoàn Bắc Virginia như kế hoạch, ông ta lại rút lui về phòng thủ quanh Chancellorsville. Ngày 2 tháng 5, Robert E. Lee đã tiến hành một trong những cuộc hành quân mạo hiểm nhất trong toàn cuộc Nội chiến. Vốn đã chia nhỏ quân ra để đối phó với 2 mũi tấn công của Hooker, ông lại chia quân ra lần nữa, điều 20.000 người của Stonewall Jackson làm một cuộc tiến quân bọc sườn dài để đánh vào sườn phải không được bảo vệ của Hooker. Dù nhận được mệnh lệnh bất ngờ, quân đoàn của Jackson đã đánh tan tác quân đoàn XI của miền Bắc do thiếu tướng Oliver O. Howard chỉ huy. Sau thắng lợi này, Jackson đã bị tử thương do chính quân mình bắn nhầm trong khi đang đi trinh sát ở đầu trận tuyến.
Ngày 3 tháng 5, trong lúc Lee đang liên tiếp mở các cuộc tấn công đẫm máu vào tuyến phòng thủ ở Chancellorsville, thì quân đoàn VI của miền Bắc do thiếu tướng John Sedgwick dẫn đầu cuối cùng đã làm được điều mà Burnside không thể làm lúc trước, đó là tấn công thắng lợi vào các lực lượng hiện đã bị suy yếu trên cao điểm Marye's Heights tại Fredericksburg. Quân đoàn bắt đầu tiến về phía tây, một lần nữa đe dọa sau lưng của Lee. Lee đã đối phó lại được với cả hai cánh quân của Binh đoàn Potomac, tiếp tục đẩy Hooker đang choáng váng vào thế phòng thủ và phái 1 sư đoàn đi chặn cuộc tiến quân của Sedgwick. Đến ngày 7 tháng 5, Hooker rút toàn bộ lực lượng về bờ bắc sông Rappahannock. Đây là một chiến thắng khá đắt giá đối với Lee: mất 13.000 người, tương đương 25% quân số. Hooker mất 17.000 người, với tỷ lệ thương vong thấp hơn của Lee.

## Gettysburg và cuộc công kích mùa thu 1863

Chiến dịch Gettysburg (đến hết ngày 3 tháng 7); kỵ binh di chuyển theo nét đứt.

Tháng 6 năm 1863, Robert E. Lee quyết định trên đà chiến thắng tại Chancellorsville mà lặp lại chiến lược năm 1862 và một lần nữa tiến quân xâm chiếm miền Bắc. Cuộc viễn chinh này một mặt nhằm mục đích tiếp tế cho quân đội, cho các đồn điền ở Virginia một thời gian nghỉ ngơi trong chiến tranh, và mặt khác là một đòn đánh vào tinh thần nhân dân miền Bắc, có thể bằng cách chiếm lấy một thành phố quan trọng như Harrisburg, Pennsylvania hay Baltimore, Maryland. Chính quyền miền Nam miễn cưỡng tán thành chiến lược này duy nhất bởi vì Jefferson Davis lúc bấy giờ lo lắng cho số phận của pháo đài Vicksburg, Mississippi đang bị đe dọa trước chiến dịch Vicksburg của Ulysses S. Grant. Sau cái chết của Jackson, Lee tổ chức lại Binh đoàn Bắc Virginia làm 3 quân đoàn, do các trung tướng James Longstreet, Richard S. Ewell, và A.P. Hill chỉ huy.
Lee bắt đầu tiến quân theo hướng tây bắc từ Fredericksburg vào Thung lũng Shenandoah, tại đó dãy núi Blue Ridge che chắn cho cuộc hành quân bắc tiến của họ. Joseph Hooker, vẫn giữ chức vụ chỉ huy Binh đoàn Potomac, đã huy động lực lượng kỵ binh đi truy tìm Lee. Ngày 9 tháng 6, đã diễn ra trận Brandy Station là trận đánh chủ yếu bằng kỵ binh lớn nhất trong cuộc Nội chiến, kết thúc bất phân thắng bại. Hooker thúc toàn bộ quân đội của mình truy kích, nhưng đến ngày 28 tháng 6, Tổng thống Lincoln hết kiên nhẫn với Hooker và cách chức chỉ huy của ông, thay thế bằng viên tư lệnh quân đoàn V, thiếu tướng George G. Meade. Sau khi xem xét lại vị trí của các quân đoàn cùng với Hooker, Meade đã ra lệnh cho binh đoàn tiến vào miền nam Pennsylvania trên một trận tuyến rộng lớn, với ý định để bảo vệ Washington và Baltimore và truy tìm binh đoàn của Lee; ông cũng đã xây dựng kế hoạch rút về phòng thủ theo tuyến Pipe Creek ở bắc Maryland trong trường hợp không tìm được chiến trường thích hợp ở Pennsylvania để đánh một trận có lợi thế thuộc về mình.
Lee bất ngờ khi nhận thấy quân miền Bắc di chuyển rất nhanh. Khi họ vượt sông Potomac tiến vào Frederick, Maryland, quân miền Nam còn đang phân tán trên một chiều dài rất lớn tại Pennsylvania, khi Richard Ewell đã qua sông Susquehanna tại Harrisburg thì James Longstreet cùng A. P. Hill vẫn còn ở sau dãy núi tại Chambersburg. Kỵ binh của ông, dưới quyền chỉ huy của Jeb Stuart, đang bận tiến hành một cuộc đột kích tầm xa tại sườn phía đông của quân miền Bắc và bị mất liên lạc với tổng hành dinh, khiến Lee mù tịt không biết được vị trí và dự định của đối phương. Lee nhận ra rằng, giống như trong chiến dịch Maryland, cần phải tập trung binh đoàn của mình trước khi bị đánh bại từng phần. Ông ra lệnh cho toàn thể các đơn vị di chuyển về vùng lân cận Gettysburg, Pennsylvania.

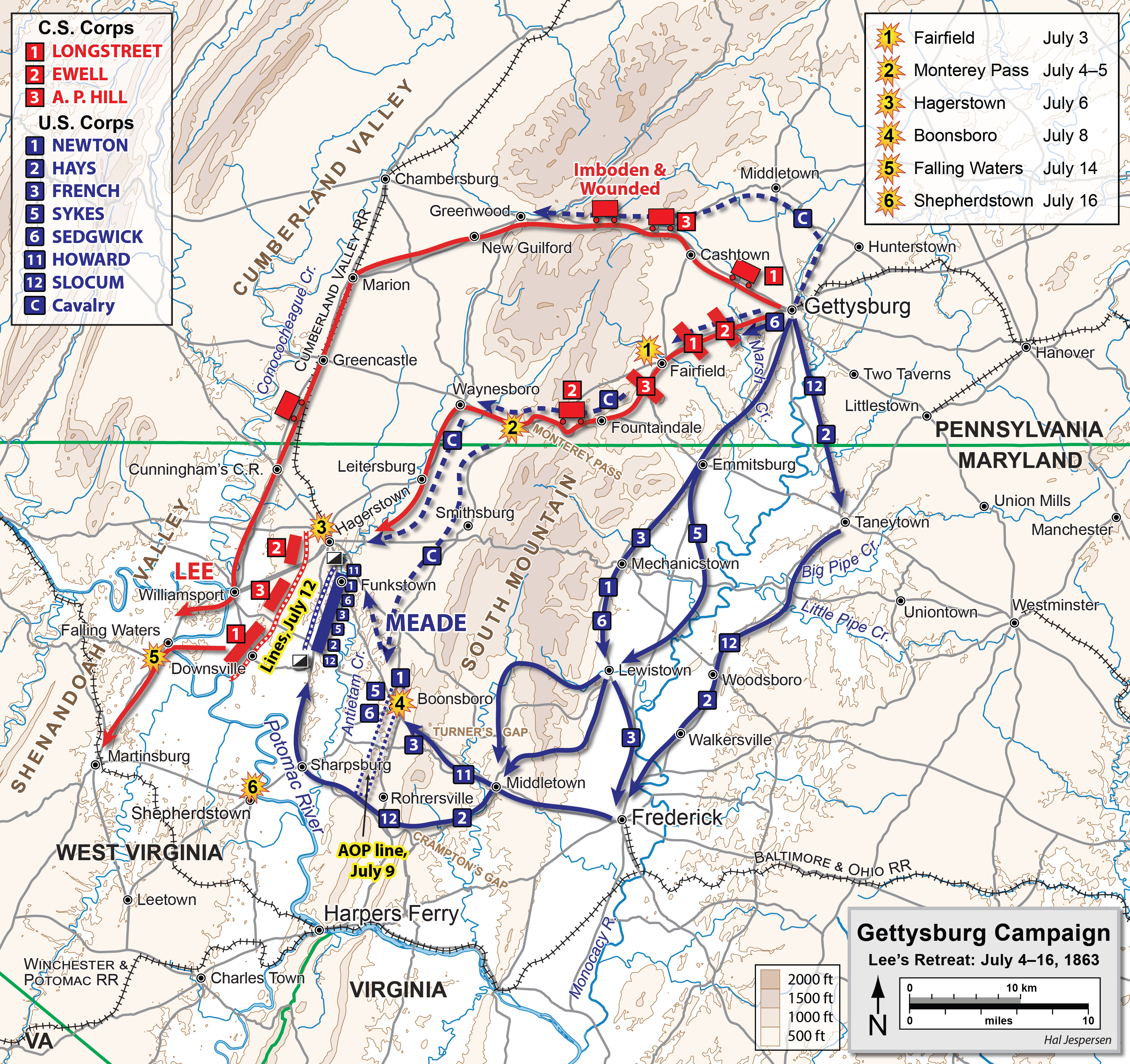
Cuộc rút lui trong chiến dịch Gettysburg (5-14 tháng 7).

Trận Gettysburg thường được coi là bước ngoặt trong Nội chiến Hoa Kỳ. Meade đã đánh bại Lee trong một trận đánh kéo dài 3 ngày có 160.000 binh sĩ tham gia, với thương vong lên đến 51.000 người. Trận chiến mở màn sáng ngày 1 tháng 7, khi các lữ đoàn thuộc sư đoàn của Henry Heth đụng độ với kỵ binh của Buford, và sau đó là quân đoàn I của John F. Reynolds. Khi quân đoàn XI của miền Bắc đến nơi, họ và quân đoàn I bị tấn công bởi các quân đoàn của Ewell và Hill đến từ phía bắc và bị buộc phải rút chạy qua thị trấn, về chiếm giữ các cao điểm phòng ngự trên gò đất cao phía nam thị trấn. Ngày 2 tháng 7, Lee tiến hành 2 cuộc tấn công lớn vào sườn trái và phải của quân đội Meade. Chiến sự ác diễn ra ác liệt tại Little Round Top, Devil's Den, Wheatfield, Peach Orchard, Đông đồi Cemetery, và đồi Culp. Meade đã có thể luân chuyển lực lượng dọc theo các tuyến phòng ngự chiều sâu, và đẩy lùi được các cuộc tiến công của quân miền Nam. Ngày 3 tháng 7, Lee mở cuộc tấn công của Pickett đánh vào trung tâm quân miền Bắc, nhưng gần như toàn bộ cả ba sư đoàn được huy động đã bị tiêu diệt hoàn toàn. Đến lúc này, Stuart quay trở lại, và tiến hành một cuộc chiến kỵ binh bất phân thắng bại tại phía đông chiến trường chính, trong cố gắng tiến vào khu vực sau lưng quân miền Bắc. Quân đội 2 bên ở nguyên vị trí trong ngày 4 tháng 7 (cùng ngày hôm đó trận Vicksburg kết thúc với chiến thắng tuyệt đối của miền Bắc), và sau đó Lee ra lệnh rút ngược qua sông Potomac về Virginia.
|  |  |  |

Cuộc truy kích của Meade đuổi theo Lee không được tiến hành dứt khoát và đã không thành công. Ông bị phê phán mạnh mẽ từ phía Tổng thống Lincoln và những người khác, vì họ tin rằng sẽ có thể kết thúc chiến tranh sau trận Gettysburg nếu bắt được Lee. Trong tháng 10, một phần lực lượng của Meade bị tách ra và đưa đến mặt trận miền Tây; và Lee nhận thấy đây là cơ hội để lần lượt đánh bại đối phương để rồi uy hiếp Washington khiến miền Bắc không thể phái thêm quân đến miền Tây nữa. Kết quả là chiến dịch Bristoe nổ ra và kết thúc khi Lee rút về sông Rapidan mà không đạt được dự định của mình. Meade bị Lincoln gây áp lực phải tiến hành một chiến dịch tấn công cuối cùng vào mùa thu năm 1863, chiến dịch Mine Run. Tuy nhiên, Lee đã cắt đứt được đường tiến quân của Meade và xây dựng nhiều công sự nổi; Meade thấy hệ thống phòng ngự của miền Nam quá mạnh để có thể tấn công trực diện nên đã rút lui trong mùa đông..

## Grant đối đầu với Lee
Tháng 3 năm 1864, Ulysses S. Grant được thăng chức trung tướng và bổ nhiệm làm tổng chỉ huy quân đội toàn miền Bắc. Ông ta đã vạch ra một chiến lược tiến hành phối hợp để tiến công quân miền Nam tại nhiều điểm cùng một lúc, điều mà tổng thống Lincoln đã không ngừng đòi hỏi các tướng lĩnh của mình phải thực hiện kể từ đầu cuộc chiến. Grant cử thiếu tướng William T. Sherman làm chỉ huy toàn bộ lực lượng ở miền Tây và chuyển tổng hành dinh của mình sang Binh đoàn Potomac (lúc này vẫn do George Meade chỉ huy) tại Virginia, nơi ông dự định đánh một trận quyết định với quân đội của Lee; mục tiêu thứ hai của ông là chiếm Richmond, nhưng Grant biết rằng điều này sẽ tự động xảy đến một khi mục tiêu thứ nhất đã được hoàn thành. Chiến lược phối hợp này đòi hỏi Grant và Meade phải tấn công Lee từ hướng bắc, trong khi Benjamin Butler tiến thẳng về Richmond từ phía đông nam; Franz Sigel kiểm soát Thung lũng Shenandoah; Sherman xâm chiếm Georgia, đánh bại Joseph E. Johnston, và nắm giữ Atlanta; George Crook và William W. Averell tấn công các tuyến đường xe lửa tiếp tế tại Tây Virginia; còn Nathaniel P. Banks chiếm Mobile, Alabama.
Hầu hết các cuộc hành quân này đều khởi đầu thất bại, thường là do sự phân công các tướng lĩnh của Grant thiên về các lý do chính trị hơn là quân sự. Binh đoàn James của Butler bị sa lầy trước các lực lượng yếu hơn của P.G.T. Beauregard trước cổng thành Richmond trong chiến dịch Bermuda Hundred. Sigel bị đánh bại hoàn toàn trong trận New Market vào tháng 5 và sau đó bị thay thế bởi David Hunter. Banks lao đao với chiến dịch Red River và thất bại trong việc tiến vào Mobile. Tuy nhiên, Crook và Averell đã cắt đứt được tuyến đường xe lửa cuối cùng nối liền Virginia và Tennessee, còn chiến dịch Atlanta của Sherman cũng giành được thắng lợi, mặc dù phải kéo dài trong suốt mùa thu.

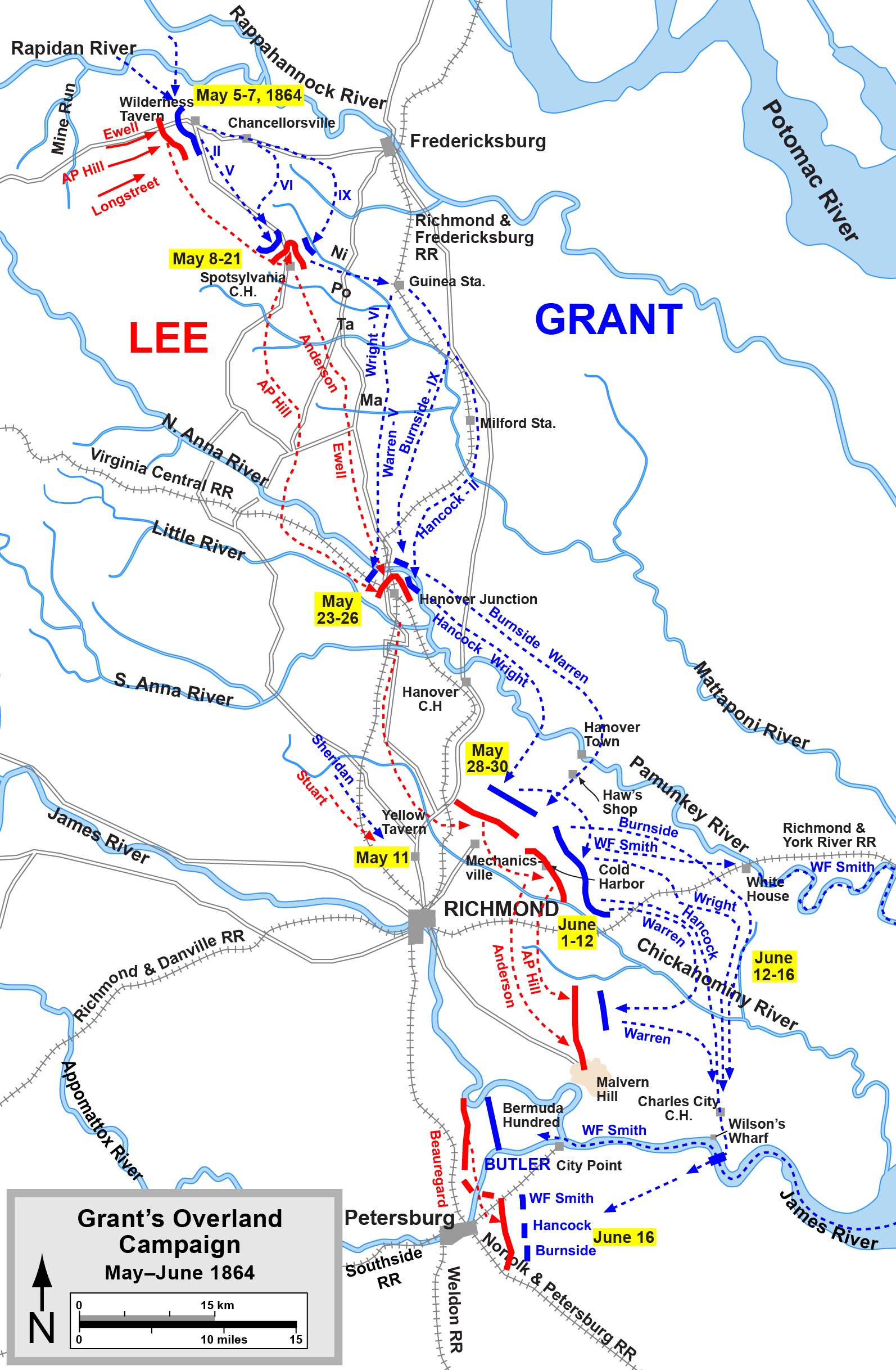
Chiến dịch Overland, từ Wilderness đến khi vượt sông James.

### Chiến dịch Overland

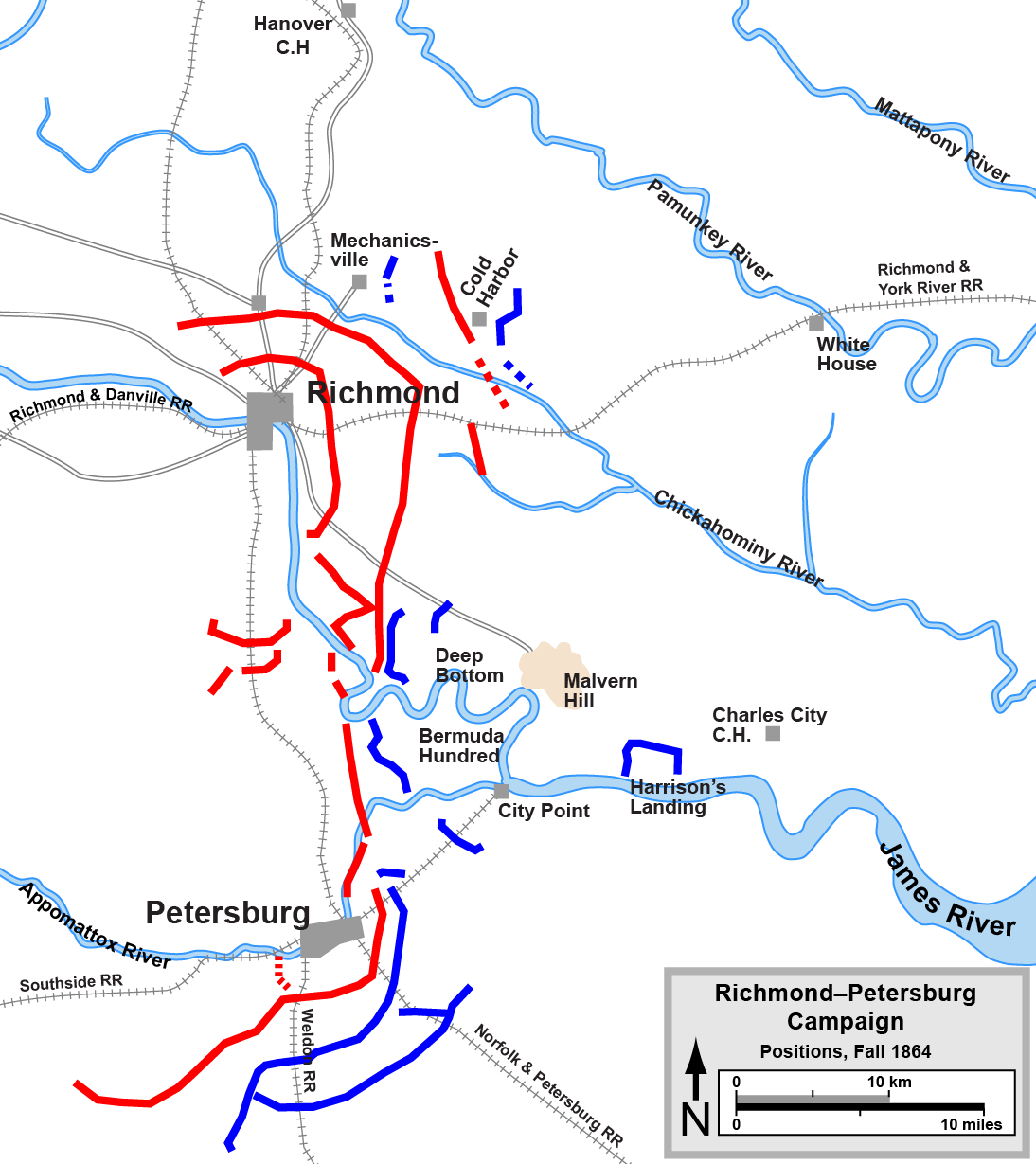
Mặt trận Richmond-Petersburg, mùa thu 1864.

Đầu tháng 5, Binh đoàn Potomac vượt sông Rapidan và tiến vào khu vực Wilderness thuộc quận Spotsylvania. Tại đó, những rừng cây rậm rạp đã vô hiệu hoá lợi thế về hỏa lực pháo binh của miền Bắc, và Robert E. Lee đã bất ngờ công kích quyết liệt vào quân của Grant và Meade. Trận Wilderness kéo dài 2 ngày kết thúc bế tắc về chiến thuật, cả hai bên đều bị tổn thất nghiêm trọng. Tuy nhiên, không giống như những người tiền nhiệm, Grant không rút lui sau trận chiến; mà tiếp tục đưa quân đội tiến về phía đông nam để bắt đầu chiến dịch đẩy Lee vào thế phòng thủ qua một chuỗi trận đánh đẫm máu, và ngày càng tiến sát Richmond. Grant biết rằng lực lượng hùng hậu của mình cùng với lợi thế nhân lực của miền Bắc có thể chịu đựng được một cuộc chiến tranh tiêu hao tốt hơn quân đội Lee và cả Liên minh miền Nam. Mặc dù Grant đã phải chịu tổn thất nặng nề—khoảng 55.000 quân—trong chiến dịch, nhưng Lee lại phải chịu thiệt hại về tỷ lệ quân số cao hơn, và đó là những thiệt hại không thể thay thế được.
Trong trận Spotsylvania Court House, Lee giao chiến với Grant tại thị trấn đầu mối giao thông này và thiết lập được một tuyến phòng ngự vững chắc. Với một loạt cuộc tấn công trong 2 tuần lễ, Grant liên tiếp công kích phòng tuyến quân miền Nam, chủ yếu tập trung vào điểm lồi gọi là "Móng la". Trong một cuộc tấn công mạnh mẽ do quân đoàn II của Winfield S. Hancock tiến hành vào đoạn "Khúc Đẫm máu" của phòng tuyến này trong ngày 12 tháng 5, họ đã áp dụng cách đánh mà sau này trở thành tiền thân của chiến thuật tấn công hệ thống hầm hào sẽ được sử dụng vào cuối chiến tranh thế giới thứ nhất. Grant một lần nữa ngưng chiến và tiến sâu về phía đông nam.
Chặn đứng cuộc hành quân của Grant, Lee bố trí lực lượng của mình sau sông Bắc Anna thành một mũi nhọn nhằm buộc Grant phải chia quân tấn công đội hình này. Lee đã có cơ hội đánh bại Grant nhưng lại thất bại trong hành động quyết định để làm sập cái bẫy mà ông đã giương sẵn, có thể là do trận ốm lúc đó của ông. Sau khi bác bỏ một cuộc tấn công trực diện vì như vậy sẽ có quá nhiều tổn thất và bước đầu chấp nhận một kế hoạch vòng qua sườn trái của Lee, Grant lại thay đổi quyết định và tiếp tục tiến về phía đông nam.
Ngày 31 tháng 5, kỵ binh miền Bắc chiếm được chốt giao thông trọng yếu Old Cold Harbor trong khi quân miền Nam từ Richmond và phòng tuyến rạch Totopotomoy đã tới nơi. Cuối ngày 1 tháng 6, 2 quân đoàn miền Bắc tiến tới Cold Harbor liền tấn công vào các công sự của miền Nam và thu được một số thành công. Đến ngày 2 tháng 6, quân đội cả hai bên đã dàn quân tại chiến trường làm thành một trận tuyến dài 11 km. Rạng sáng ngày 3 tháng 6, các quân đoàn II và XVIII, được quân đoàn IX yểm trợ, đã tấn công vào các phòng tuyến miền Nam, nhưng tất cả các mũi tấn công đều bị tiêu diệt hoàn toàn trong trận Cold Harbor. Grant mất hơn 12.000 người trong trận đánh mà ông ta tỏ ra hối tiếc hơn bất cứ trận nào khác và báo chí miền Bắc sau đó thường quy cho ông biệt danh "đồ tể".
Đêm ngày 12 tháng 6, Grant lại tiến quân theo sườn trái của mình, tiến đến sông James. Ông ta đã che giấu được Lee về ý định của mình, và quân đội của ông vượt sông trên một cây cầu phao dài trên 640 m. Điều làm Lee lo sợ nhất trong tất cả—là Grant đẩy ông ta vào trận chiến bao vây thủ đô—đã sẵn sàng xảy ra.

### Petersburg
Tuy nhiên, Grant đã quyết định là có nhiều cách khả thi hơn để chiếm được Richmond. Cách đó vài dặm về phía nam, thành phố Petersburg án ngữ tuyến đường xe lửa tiếp tế chủ yếu cho thủ đô. Nếu quân miền Bắc có được thành phố này, Richmond cũng sẽ thất thủ. Thế nhưng trước đó Benjamin Butler đã thất bại trong việc chiếm Petersburg và sau đó các cuộc tiến công không cương quyết do cấp dưới của Grant tiến hành cũng thất bại trong việc phá vỡ phòng tuyến mỏng manh do quân của P.G.T. Beauregard trấn giữ, điều này cho phép quân đội của Lee kịp tới nơi và thiết lập tuyến phòng ngự. Cả hai bên đều bố trí chuẩn bị cho một cuộc bao vây sắp diễn ra.
Trong một cố gắng công kích, các toán quân thuộc quân đoàn của Ambrose Burnside đã đào hầm dưới phòng tuyến quân miền Nam. Ngày 30 tháng 7, họ đặt thuốc nổ tạo một hố bom có đường kính khoảng 41 m vẫn còn có thể nhìn thấy cho đến tận ngày nay. Gần 350 lính miền Nam chết tại chỗ do vụ nổ. Mặc dù có một kế hoạch khéo léo, nhưng trong trận Hố bom kéo dài và đẫm máu, như tên gọi của nó, miền Bắc lại bị đánh bại bởi một đối phương có kế hoạch chiến thuật kém cỏi và đây là một chiến thắng quyết định của quân miền Nam.
Qua mùa thu và mùa đông, quân đội cả hai bên đều đã thiết lập một hệ thống chiến hào chằng chịt, kéo dài tổng cộng hơn 50 km, quân miền Bắc bắt đầu thử tiến đến sườn phải phía tây của quân miền Nam và phá hủy tuyến đường tiếp tế của họ. Mặc dù lúc này nhân dân miền Bắc tỏ ra khá chán nản do tiến độ có vẻ ỳ ạch tại Petersburg, thắng lợi đầy kịch tính của Sherman tại Atlanta đã giúp khẳng định chiến thắng chắc chắn trong lần tái cử của Abraham Lincoln, bảo đảm rằng chiến tranh sẽ diễn ra đến thắng lợi cuối cùng.

## Chiến dịch Thung lũng 1864

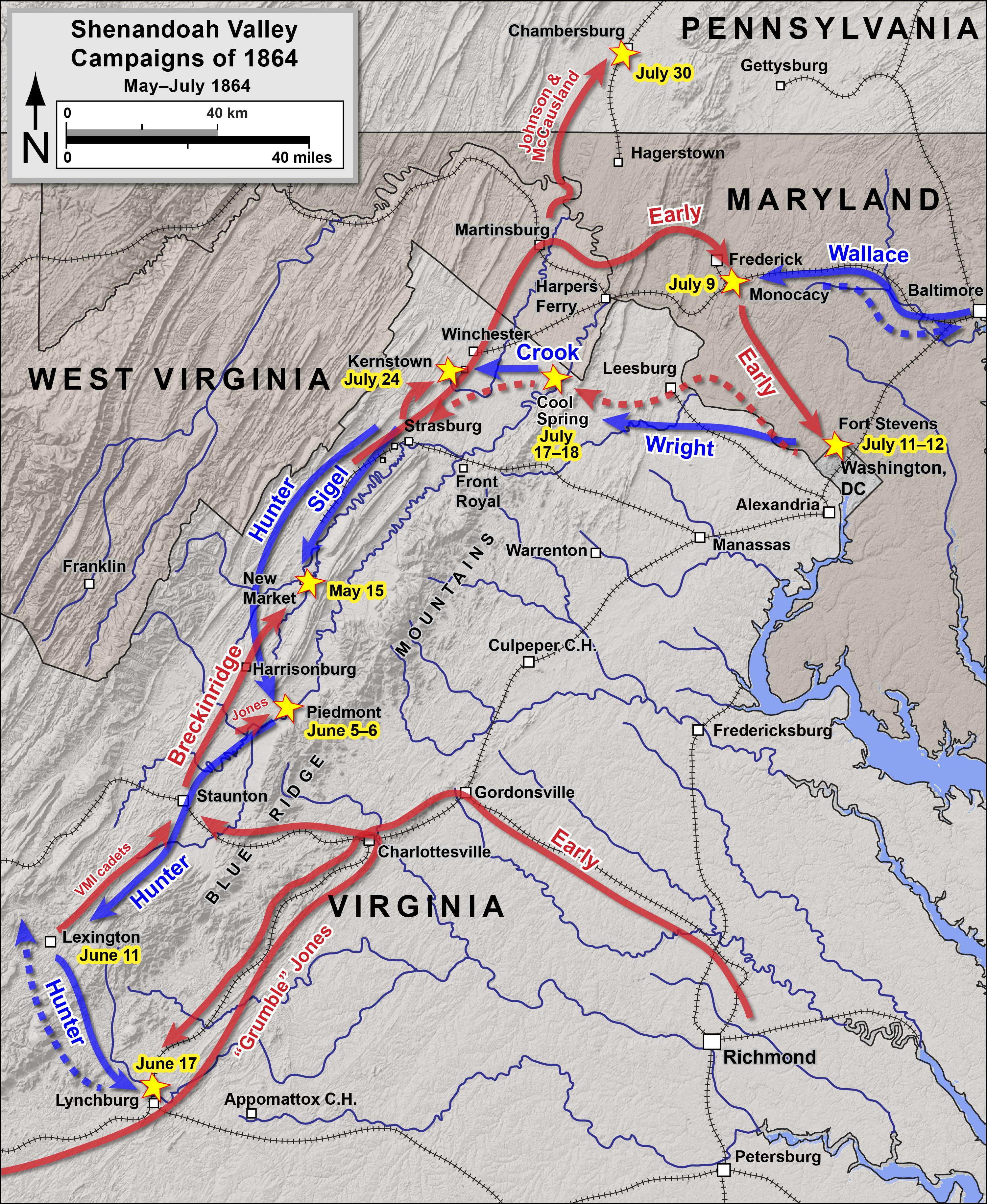
Diễn biến chiến dịch từ tháng 5 đến tháng 7 năm 1864

Thung lũng Shenandoah là một khu vực quan trọng đối với miền Nam. Đây là một trong những vùng nông nghiệp quan trọng nhất tại Virginia và là tuyến đường tiến công chủ yếu để xâm chiếm lên miền Bắc. Grant đã hy vọng rằng đội quân của Cục Tây Virginia do Franz Sigel chỉ huy có thể nắm quyền kiểm soát vùng Thung lũng, tiến hành cuộc hành quân "tiến lên Thung lũng" với 10.000 người để phá hủy tuyến đường sắt trung tâm tại Lynchburg. Nhưng Sigel ngay sau đó bị đánh bại trong trận New Market và lập tức bị thay thế bằng David Hunter, người sau đó đã đánh thắng trận Piedmont vào ngày 5 tháng 6. Hunter đã cho đốt cháy các cơ sở nông nghiệp cùng nhiều nhà cửa của một số phần tử chủ trương ly khai nổi tiếng tại Virginia, từ đó người miền Nam gọi ông là "Black Dave". Tại Lexington, ông đã phóng hỏa Học viện Quân sự Virginia.
Robert E. Lee, lúc này đang bị bao vây ở Petersburg, lo lắng về cuộc tiến quân của Hunter và phái quân đoàn của Jubal Early đi quét lực lượng của miền Bắc ra khỏi Thung lũng và nếu có thể, uy hiếp Washington D.C., với hy vọng buộc Grant phải giảm bớt sức ép quanh Petersburg. Early khởi đầu tiến quân thuận lợi, đẩy lui quân của Hunter trong trận Lynchburg. Ông ta tiến xuống Thung lũng không gặp kháng cự, tiến qua Harpers Ferry, vượt sông Potomac, và kéo vào Maryland. Grant điều quân đoàn của thiếu tướng Horatio G. Wright và các đạo quân khác dưới quyền George Crook đi tiếp viện cho Washington và truy bắt Early.

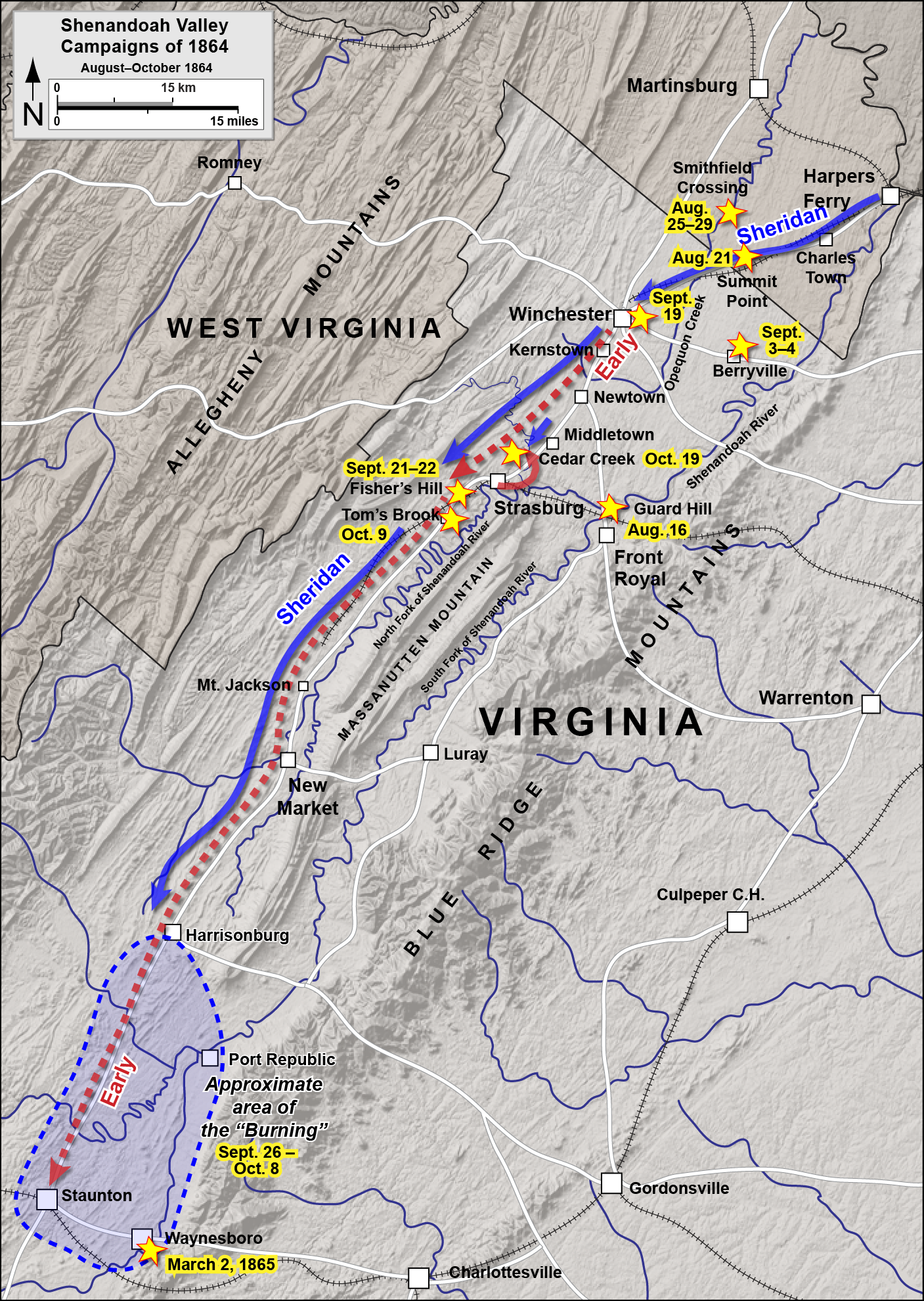
Diễn biến chiến dịch từ tháng 8 đến tháng 10 năm 1864

Trong trận Monocacy (ngày 9 tháng 7 năm 1864), Early đánh bại lực lượng yếu hơn của Lew Wallace gần Frederick, Maryland, nhưng trận đánh này đã hãm đà tiến công của ông đủ thời gian để tăng cường lực lượng phòng giữ Washington. Early tấn công một tiền đồn ở phía tây bắc tuyến phòng thủ vòng ngoài Washington (đồn Stevens) (ngày 11–12 tháng 7) không thành công và rút về Virginia. Ông đã giao chiến thắng lợi trong một chuỗi trận đánh nhỏ tại vùng Thung lũng vào đầu tháng 8 và ngăn không cho quân đoàn của Wright trở lại với Grant tại Petersburg. Ông còn cho phóng hỏa thiêu cháy thành phố Chambersburg, Pennsylvania, trả đũa việc Hunter đốt phá trong vùng Thung lũng trước đó.
Grant biết rằng Washington sẽ còn gặp nguy hiểm nếu Early còn tự do hành động. Ông đã tìm được một viên tư lệnh mới đủ tháo vát để đánh bại Early: thiếu tướng Philip Sheridan, chỉ huy kỵ binh của Binh đoàn Potomac, và giao cho ông ta lãnh đạo toàn bộ lực lượng trong khu vực, gọi là Phân bộ Quân sự Trung tâm chủ yếu bao gồm Binh đoàn Shenandoah. Đầu tiên Sheridan khởi hành chậm chạp, chủ yếu là do cuộc bầu cử tổng thống năm 1864 sắp tới đòi hỏi phải tiến quân thận trọng, tránh bất kỳ một tai biến nào có thể dẫn đến thất bại của Abraham Lincoln.
Sheridan bắt đầu hành quân tích cực trong tháng 9. Ông đánh bại Early trong trận Winchester thứ ba và trận Fisher's Hill. Với việc Early gặp tổn thất và bị kiềm chế, vùng Thung lũng trở nên rộng mở với quân miền Bắc. Cộng với việc Sherman chiếm được Atlanta và đô đốc David Farragut chiến thắng trong trận Mobile Bay, việc tái cử của Lincoln xem như chắc chắn thành công. Sheridan kéo dần xuống Thung lũng và tiến hành một chiến dịch tiêu thổ báo cho thấy trước cuộc tiến quân về biển của Sherman trong tháng 11. Với mục đích triệt nguồn sống của quân miền Nam tại Virginia, quân đội của Sheridan đã đốt sạch cây trồng, kho thóc, nhà máy, công xưởng.
Chiến dịch kết thúc thắng lợi với trận Cedar Creek (19 tháng 10 năm 1864). Bằng một cuộc tấn công bất ngờ và xuất sắc vào lúc bình minh, Early đã đánh tan tác 2/3 quân đội miền Bắc, nhưng đội quân của ông đói khát và kiệt sức nên đã rời hàng ngũ và xông vào cướp bóc các trại của đối phương; Sheridan xoay xở củng cố lại quân đội của mình và đánh bại được triệt để Early. Đến cuối mùa thu, Sheridan đã điều lực lượng bộ binh của mình trở về giúp Grant ở Petersburg, tiếp sau là quân kỵ binh vào mùa xuân 1865. Hầu hết quân lính trong quân đoàn của Early tái hợp với Lee tại Petersburg trong tháng 12, Early tiếp tục chỉ huy một trong các lực lượng chủ chốt cho đến khi ông bị bãi nhiệm vào tháng 3 năm 1865, sau thất bại tại trận Waynesboro.

## Appomattox

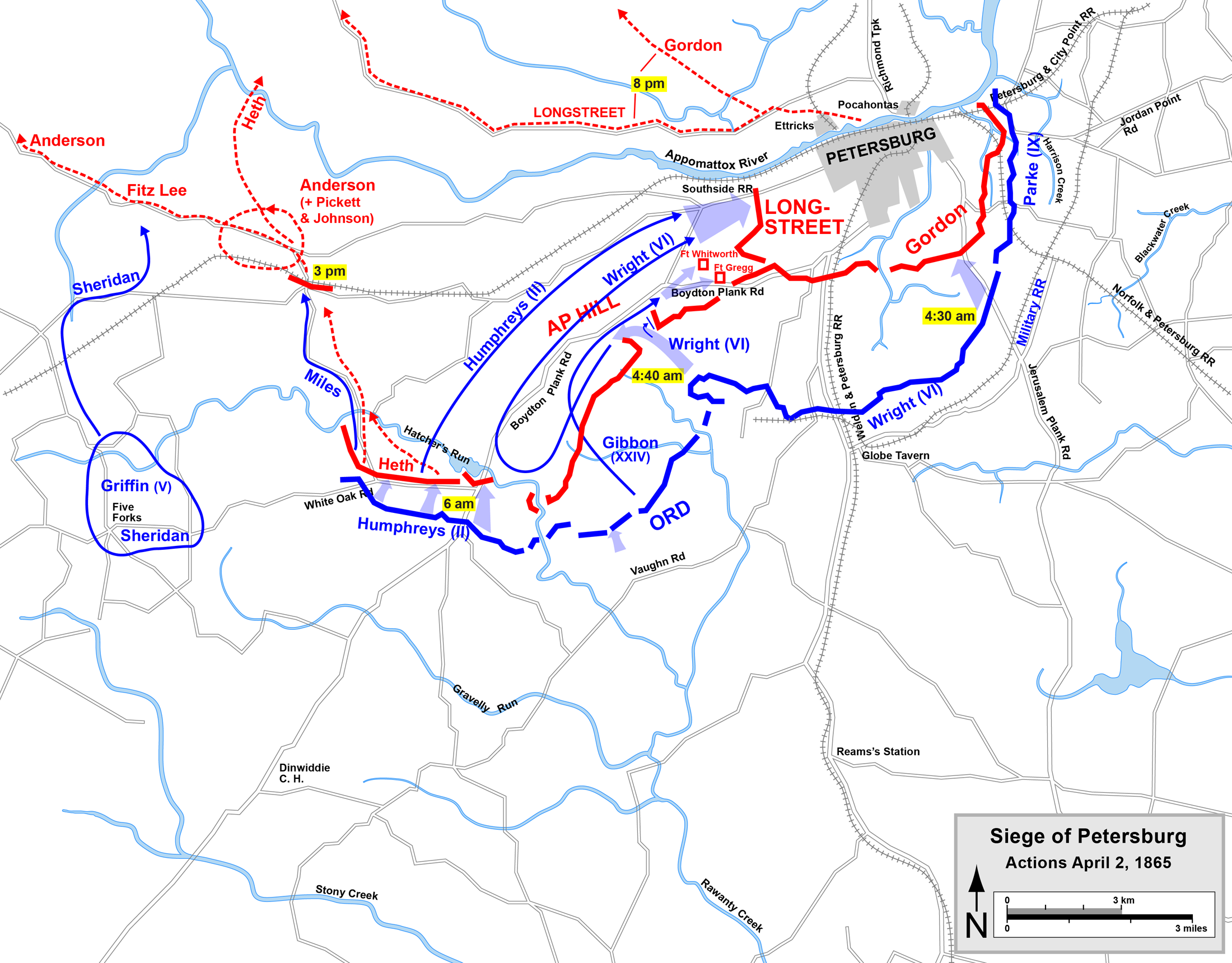
Cuộc tấn công sau cùng của Grant vào Petersburg và khởi đầu cuộc rút lui của Lee.

Tháng 1 năm 1865, Robert E. Lee được thăng chức tổng chỉ huy toàn bộ quân đội miền Nam, nhưng việc bổ nhiệm này là quá trễ để có thể cứu vãn được sự nghiệp chung của Liên minh miền Nam. Cuộc bao vây Petersburg tiếp diễn, Grant cố gắng phá vỡ hoặc bao vây lực lượng quân miền Nam bằng nhiều cuộc tấn công, từ đông sang tây. Đến tháng 3, cuộc bao vây đã gây thiệt hại nặng nề cho cả hai bên, và Lee quyết định rút khỏi Petersburg. Thiếu tướng John B. Gordon sau đó đã đề xuất một kế hoạch đưa quân đội tấn công đồn Stedman nằm ở cực đông trận tuyến quân miền Bắc, buộc đối phương phải thu hẹp mặt trận. Mặc dù khởi đầu thu được thắng lợi, quân đoàn của ông do bị áp đảo về số lượng đã buộc phải rút lui trước cuộc phản kích của đối phương.
Sheridan trở lại từ vùng Thung lũng và được giao nhiệm vụ bọc sườn quân miền Nam, khiến Lee phải điều quân của thiếu tướng George Pickett và thiếu tướng Fitzhugh Lee đến bảo vệ sườn. Grant tiếp đó triển khai kỵ binh và một quân đoàn bộ binh của Sheridan đi cắt rời lực lượng của Pickett. Pickett và Fitzhugh Lee đã tấn công trước vào ngày 31 tháng 3 tại Dinwiddie Court House, đẩy lui được quân miền Bắc nhưng không giành được thắng lợi quyết định. Họ rút quân về Five Forks đêm hôm đó. Ngày 1 tháng 4, Sheridan mở một cuộc tấn công khác, bọc đánh quân của Pickett và tiêu diệt hoàn toàn cánh trái của quân miền Nam, bắt sống hơn 2.000 lính. Thắng lợi này giúp Sheridan chiếm được tuyến đường xe lửa South Side vào hôm sau.
Sau chiến thắng ở Five Forks, ngày 2 tháng 4, Grant ra lệnh tấn công dọc theo toàn bộ trận tuyến quân miền Nam, mở đầu trận Petersburg thứ ba, dẫn đến những cuộc đột phá đầy kịch tính. Trong trận này, tướng miền Nam A.P. Hill đã bị quân miền Bắc giết chết. Trong ngày hôm đó vào ban đêm, Lee kéo lực lượng của mình ra khỏi Petersburg và Richmond rồi hướng về phía tây tới Danville, đích bỏ trốn của chính phủ miền Nam, và sau đó sẽ tiến về nam hội quân với Đại tướng Joseph E. Johnston ở Bắc Carolina. Thủ đô Richmond đầu hàng sáng ngày 3 tháng 4.
Chiến dịch Appomattox là một cuộc chạy đua giữa Lee và Sheridan, Lee cố gắng giành lấy những nguồn tiếp tế cho cuộc rút lui còn Sheridan cố gắng cắt đường của ông, với bộ binh miền Bắc tiến sát theo sau. Ngày 6 tháng 4, tại rạch Sayler, gần 1/4 số quân miền Nam (khoảng 8.000 người, chủ chốt của 2 quân đoàn) đã bị chia cắt khỏi quân chủ lực và phải đầu hàng. Nhiều chuyến tàu chở hàng của miền Nam vướt qua con rạch lên phái bắc cũng bị mất. Mặc dù Grant viết thư nói rằng đầu hàng là giải pháp cuối cùng, nhưng Lee vẫn cố gắng trốn thoát khỏi đối phương. Trong cuộc tấn công cuối cùng của Lee tại Appomattox sáng ngày 9 tháng 4, quân đoàn kiệt sức của John B. Gordon đã cố gắng phá vỡ trận tuyến của miền Bắc và tiếp cận nguồn tiếp tế ở Lynchburg. Họ đã đẩy lui được kỵ binh của Sheridan nhưng rồi lại phải đối mặt với toàn bộ các quân đoàn V và XXIV của miền Bắc. Bị bao vây ba mặt, và Lee buộc phải cùng với binh đoàn ra đầu hàng Grant tại làng Appomattox Court House cùng ngày hôm đó, và nghi lễ đầu hàng chính thức được tổ chức hai ngày sau.
Vẫn còn thêm nhiều cuộc chiến nhỏ và nhiều lực lượng khác của quân miền Nam ra hàng, nhưng việc đầu hàng của Lee ngày 9 tháng 4 năm 1865 được coi là mốc đánh dấu kết thúc cuộc Nội chiến. Đội quân mạnh nhất của miền Nam cùng với vị tướng tài giỏi nhất của nó đã bị đánh bại và được nhận những điều kiện đầu hàng rộng lượng trong danh dự. Lee, không nghe theo những lời khuyên của một vài người trong bộ tham mưu của mình rằng quân đội của ông nên phân tán vào nông thôn để tiếp tục tiến hành chiến tranh du kích, mà tỏ ý muốn góp phần hết sức để hàn gắn sự chia cắt đất nước.